# Гастрономия в Санкт-Петербурге

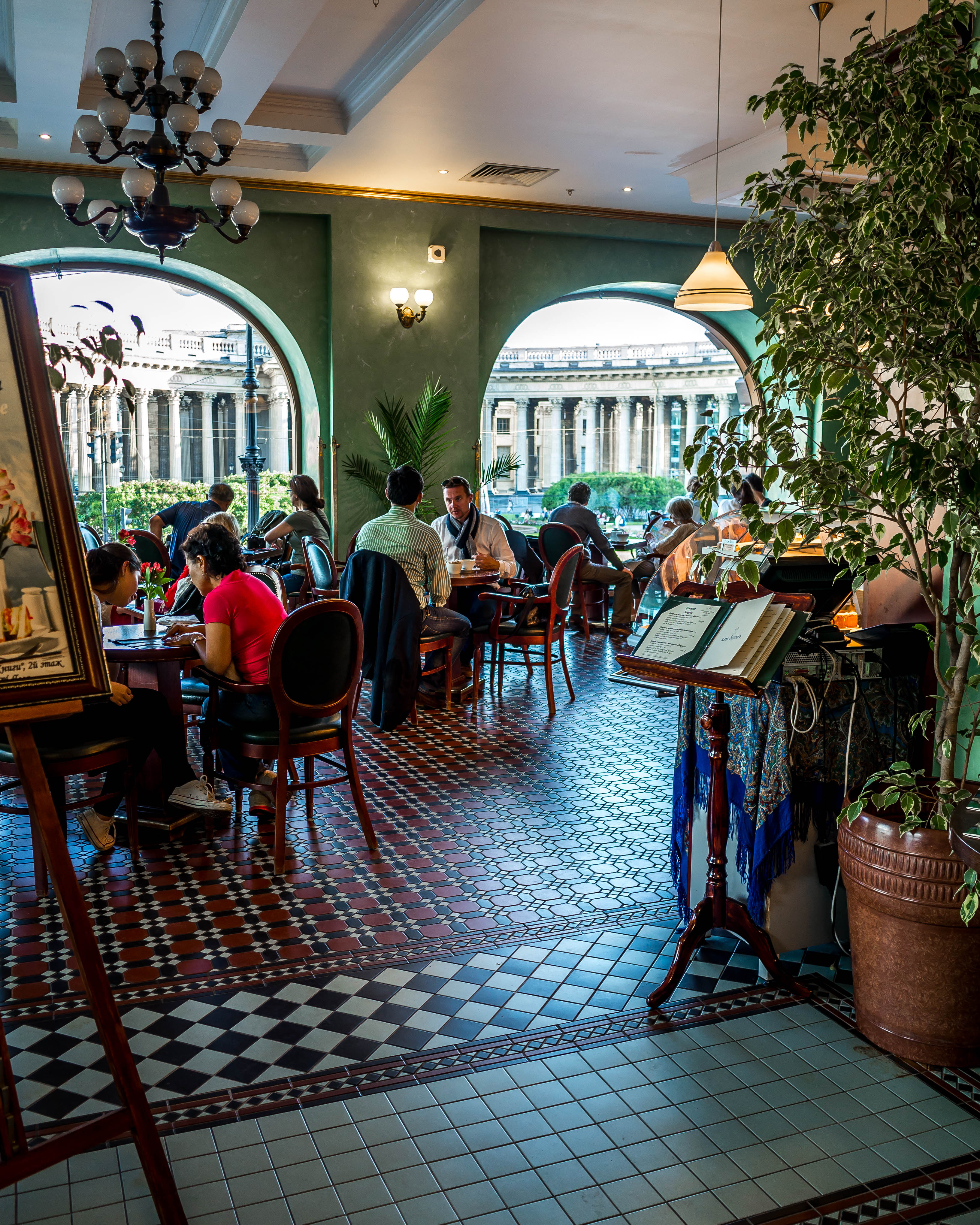
Интерьеры кафе «Зингеръ» в доме Зингера

Гастрономия в Санкт-Петербурге — совокупность городских заведений общественного питания, которые существовали с самого основания Санкт-Петербурга. Так как в городе проживало множество рабочих и переселенцев (неженатых мужчин, или же разлучённых с семьями), не имевших возможность готовить в домашних условиях себе еду, в городе стало открываться множество трактиров, харчевен и кабаков. Такие заведения также исполняли роль развлекательных, там организовывались настольные игры, чаще всего бильярдные. 
В XIX веке появились рестораны, предназначенных для высших сословий, а также кафе и кондитерские. Расцвет петербургской гастрономии пришёлся на рубеж XIX и XX веков, когда в городе накануне гражданской войны работало около 3000 заведений общепита, тогда в городе в погоне за посетителями открылось множество роскошных и экзотических заведений.
Старая гастрономическая культура хоть и пережила революцию с гражданской войной, но исчезла к середине XX века вместе с ликвидацией рыночной экономики и блокадой, оставив после себя несколько существующих поныне или восстановленных заведений — например «Метрополь», «Литературное кафе» или «Доминик». В Ленинграде малочисленные рестораны посещались горожанами только для празднеств, при этом более доступными были однотипные кафе и кондитерские, специализировавшиеся на продаже определённых кушаний, например пышек или пирогов.
Начиная с 2000-х годов Петербург переживает второй расцвет петербургской гастрономии, в начале 2020-х годов в городе работало более 10 000 заведений общепита с самой разнообразной тематикой и кухней, многие рестораны принадлежат ресторанным сетям, при этом в городе имеется множество небольших ресторанов, где подают экспериментальную кухню.

## Кухня
Исторически для петербургской гастрономии было свойственно интернациональное влияние и сочетание русской с иностранными кухнями. Петербург сформировался, как портовый город, который снабжал себя через торговлю. Это касалось и продовольствия. По этой причине в Петербург попадало много привозных и экзотических на тот момент продуктов. Значительная часть населения в ранний период были иностранцами, поэтому город выделялся пестротой разнообразных кухонь — русской, немецкой, шведской, польской, финской, еврейской, французской итд. 

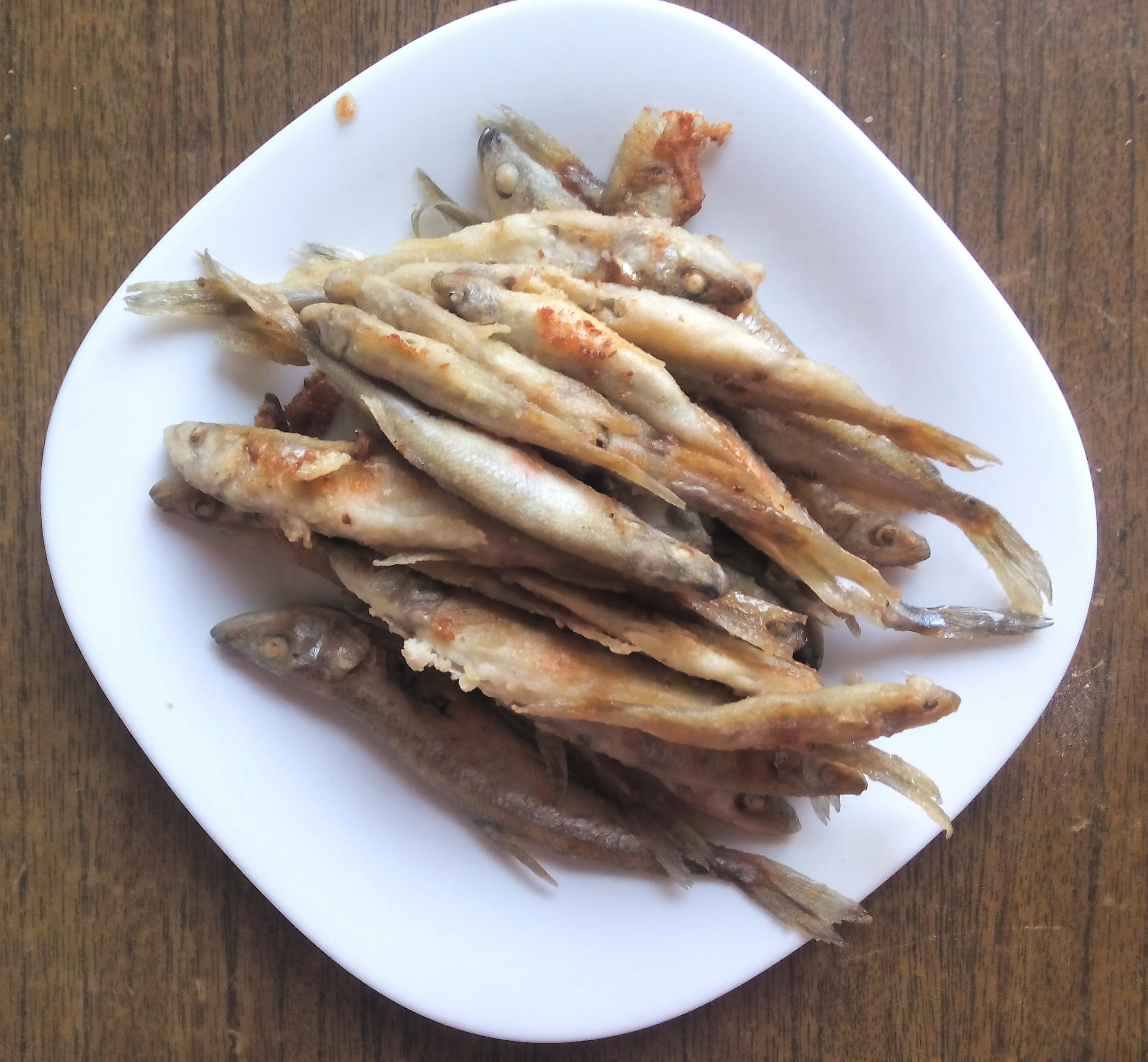
Жаренная корюшка, традиционно петербургское блюдо

Начиная с Елизаветинской эпохи и до первой четверти XIX века, петербургская гастрономия формировалась под сильным влиянием французской кухни. Ключевую роль в этом сыграли французские повара, бежавшие от французской революции, чтобы готовить для дворян, позже некоторые из них открыли первые рестораны с французской кухней. К первой четверти XIX века в столице сформировалась кухня, сочетавшая русскую и французскую. Характерный пример изысканной петербургской кухни — стерлядь в шампанском. 

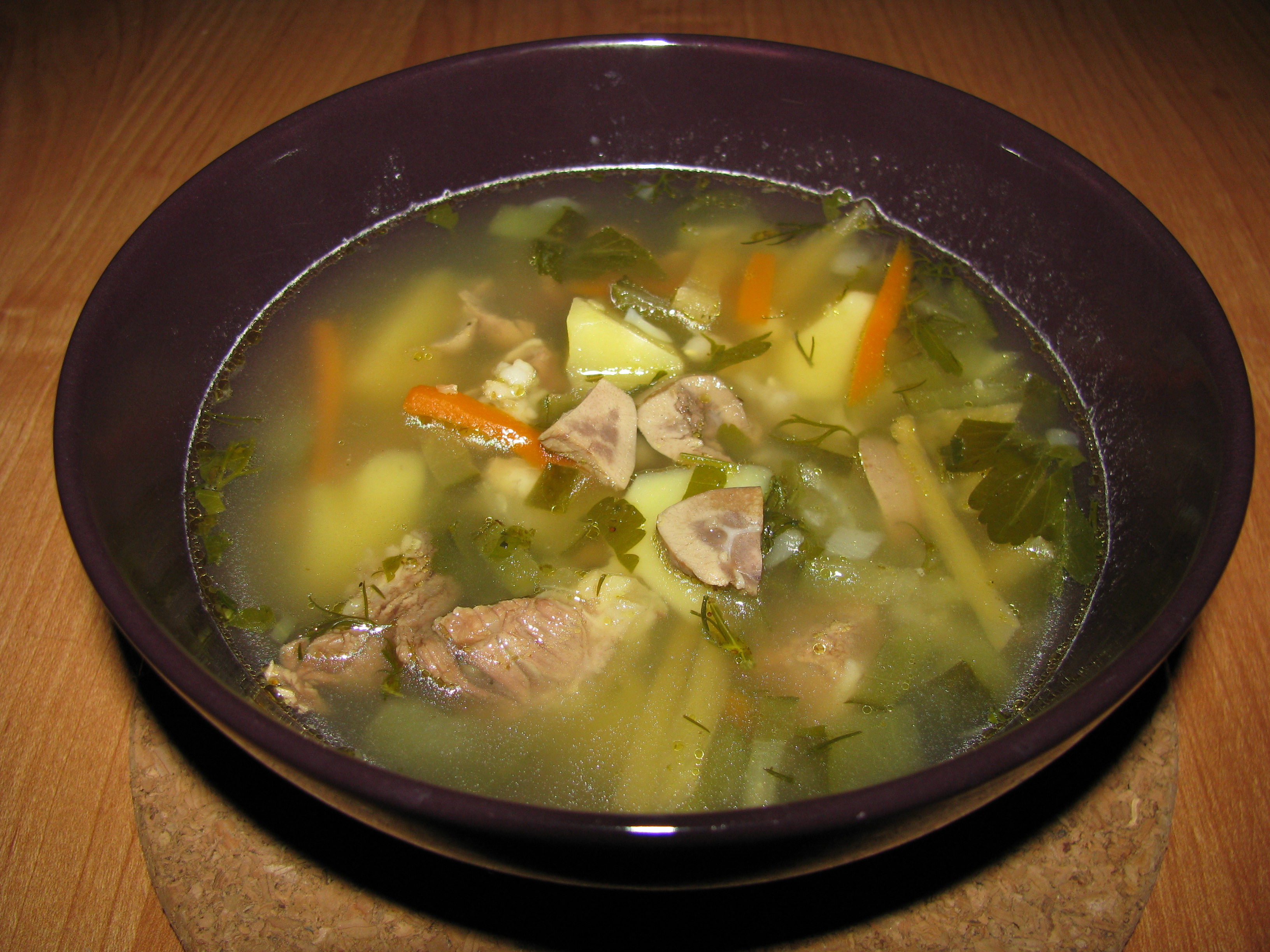
Рассольник по-ленинградски

Большое влияние на развитие петербургской кухни сыграл приехавший в Петербург повар изысканной кухни — Антуан Карем, который ввёл понятие точной рецептуры и переосмыслил многие традиционные русские блюда. Например предложил рецепты традиционных русских пирогов с разными начинками из белого дрожжевого теста и слоёного, вместо традиционного ржаного кислого теста. Карем также ознакомил европейцев с традиционной русской кухней. Другие ключевые фигуры петербургской гастрономии — граф Дмитрий Гурьев и Карл Нессельроде. С именем Гурьева связано изобретение ряда блюд, вроде каши, паштета или котлет по Гурьевски. Нессельдорфе принадлежит изобретение или усовершенствование многих блюд, которые станут частью и европейской кулинарии — суп из репы, суп из стерляди, пудинг из каштанов, консоме, мороженое, суфле из бекасов, майонез. Собственную кулинарию пытался составить Одоевский, среди самых известных его рецептов — гусь «Скобелев», «макароны по шаляпински», ставшие популярными в Ленинграде. Многие известные рестораторы XIX века пытались изобрести уникальные блюда, например «фрикасе Талон» в ресторане «Талон», венские сосиски в «Вене», парфэ по-соловьевски, соловьевские котлеты в «Палкине».

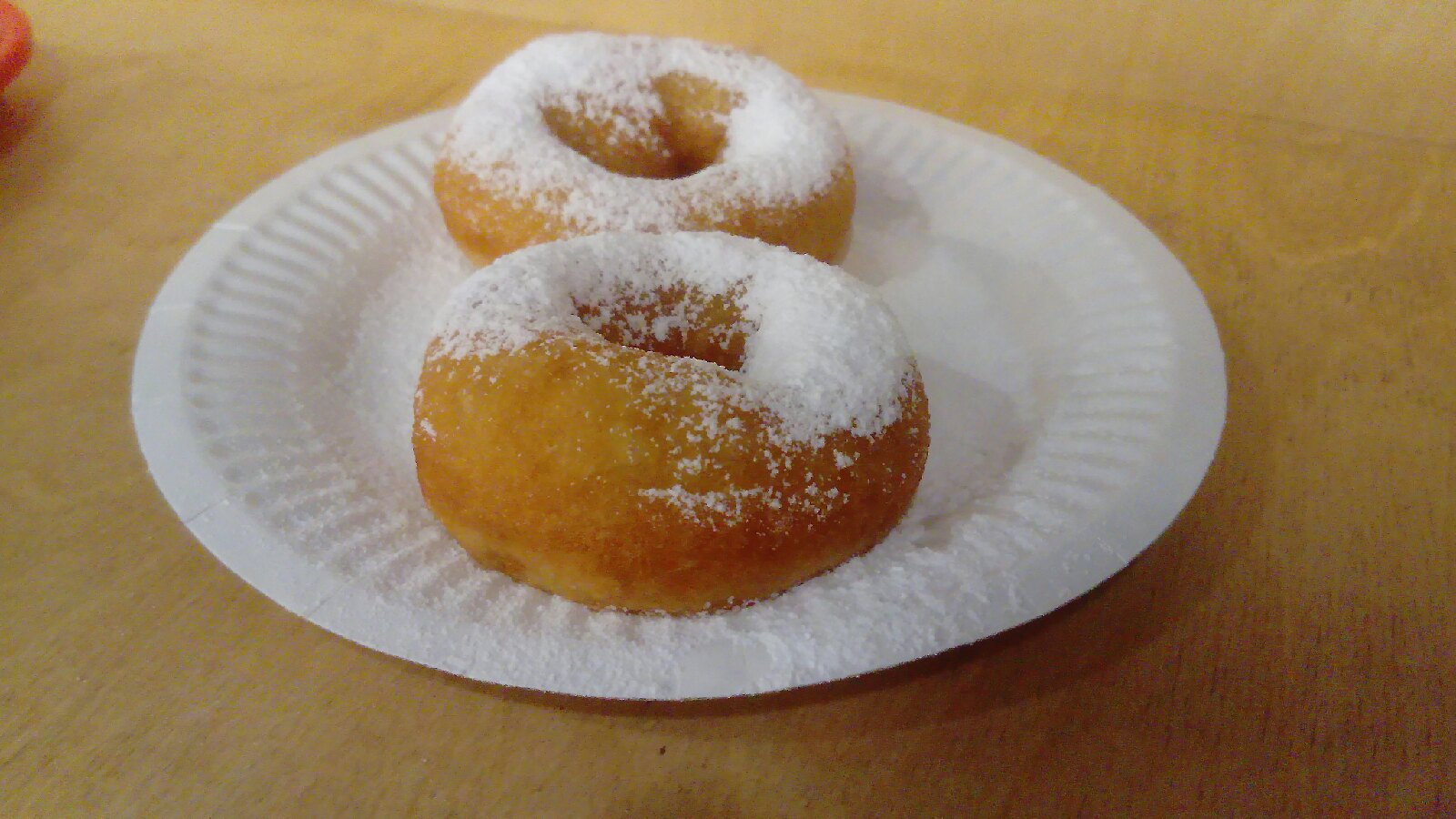
Ленинградские пышки

Петербургские специалитеты были связаны с рыбой, петербургские рыбные блюда с ряпушкой и корюшкой славились во всей России, в том числе и в Москве. Большой популярностью пользовались невские и гатчинские форели, ладожские сиги и невский осетр. К концу XIX века ладожские сиги считались гастрономическим сувениром Петербурга. Дореволюционная петербургская кухня славилась разными рецептами щей. Традиционно среди петербуржцев было принято закусывать жареной корюшкой. Также петербургской традицией в ресторанах был буфет с водкой — круглый столик с холодными закусками.
В XIX веке всё большее влияние на петербургскую кухню оказывали украинская, сибирская, кавказская  и восточная кухни. Впервые в ресторанах северной столице появлялись такие блюда, как борщ или шашлык, которые позже готовились в домашних условиях. Многие известные в России блюда, вроде венгерского гуляша, рыбы по польски — распространялись по России через Петербург.
В советский период петербургская кухня формировалась под влиянием советской гастрономии. В Сталинский период складывался феномен «ленинградской кухни», так как многие работники и повара столовых в прошлом работали в ресторанах. Ленинградский стиль был связан с манерой готовки и изяществом, свойственным ленинградским блюдам при том, что это были стандартные советские блюда. Например Николай Александрович Курбатов изобрёл рецепт рассольника «по-ленинградски». Среди ленинградских поваров также сложилась традиция подавать гарнированною жареную треску с кружками обжаренного картофеля с луком, прожаренным во фритюре.
В 1950-е годы ленинградскими кондитерами был изобретён рецепт «Ленинградского» торта. Хладокомбинат в Ленинграде, работавший с 1934 года начал выпускать сорта мороженных, ставших популярных в Ленинграде — сахарная трубочка, появившаяся после войны, эскимо, «эскимосский пирожок», представляющий собой сливочный цилиндр в шоколадной глазури. Позже оно выпускалось уже в прямоугольной форме, как «Ленинградское». Кондитерская «Север» продавала фирменные пирожные «Север» и «Ленинградские». Пышечная на Большой Конюшенной связана с возникновением рецепта ленинградской пышки.

## Ранний период
Заведения общепита появлялись почти с самого основания Петербурга, русские питались в харчевнях, а иностранцы — в трактирах. Известно, что первую харчевню открыл Алексей Ефремов, крестьянин Ярославского уезда, ещё в мае 1703 года. К 1705 году в Петербурге только у Адмиралтейского двора располагались 17 харчевных изб и лавок. В них подавали рубцы, щи, уху, жаркое, блины, калачи, хлеб, блины, пироги, ватрушки, квас, сбитень итд.
Их посетителями были в основном холостые или находившиеся в разъезде или на службе мужчины, которые не могли позволить себе личного повара. Первым документированным местом общественного питания был трактир на Троицкой площади — австерия «Четыре фрегата».

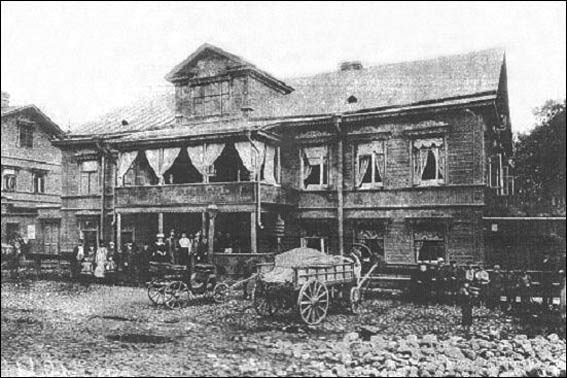
«Красный кабачок», один из старейших трактиров и кабаков в городе, открытый в 1713 году

О других заведениях того времени почти не известно, хотя в культурном слое начала XVIII века находили осколки глиняных турбок и устричные раковины. В первой половине XVIII века в Санкт-Петербурге начали открываться первые трактиры, их владельцами были иностранцы — чаще всего французы, в итоге занявшие ключевые позиции в ресторанном бизнесе. В 1710-х годах в городе, напротив крепости, позже перестроенной в Почтовый двор, работало два питейных дома для знати, также имелись более скромные заведения с набором простых русских блюд или иностранной кухней, предназначенной для иноземных посетителей. Харчевни ассоциировались прежде всего с разгульным пьянством, а не едой. Сам Пётр I не любил разделять людей на сословия и лично обедал в трактире «Аустерии», куда также мог войти любой житель Петербурга вне зависимости от происхождения. Со смертью императора в городе быстро установились сословные разделения, влиявшие и на то, какие заведения общепита люди могли посещать.
Петербургские трактиры, аустерии и герберги играли крайне важную роль в претворении петровских реформ, а именно в приобщении русских обывателей к западным видам отдыха и развлечений. При заведениях питания открывались бильярды, лотереи, организовывались концерты, балы, устраивались цирковые выступления. Во многих трактирах разыгрывались лотереи или аукционы.
При Елизавете Петровне заведения общественного питания располагались при гербергах, питейных погребах, где торговали напитками, трактирами, в которых столовались в основном иностранцы. Простые горожане посещали «харчевни». В середине XVIII века в Петербурге работало 65 питейных погребов и 121 кабак, в основном на Адмиралтейской стороне. К концу XVIII века в столице работало более 100 гербергов а также действовал кухмейстерский цех, состоявший из 2 русских и 5 иностранцев. Иностранное влияние в сфере общественного питания привело к слиянию русской традиционной кухни с голландской, немецкой, итальянской и другой западно-европейской.
В городе при Екатерине II открывалось множество «харчевен» и «обжорок», где столовались бедные горожане. Это были как правило арендуемые комнаты в подвалах домов чиновников, купцов или офицеров. Основными содержателями харчевен были крестьяне, а также купцы, которые могли открывать сети из таких харчевен. Больше всего таких заведения можно было встретить в Адмиралтейской части и на Васильевском острове.

## XIX век — начало XX века
Невский проспект стал местом сосредоточения самых знаменитых кондитерских, ресторанов и кофеен. Ресторанное дело оказало влияние на топонимику города, например Поцелуев, Матисов, Глазовский и Кокушкин мосты были названы в честь владельцев располагавшихся рядом кабаков. Иностранцев, прибывавших в Санкт-Петербург в XVIII — первой половины XIX века всегда поражало количество трактиров и заведений питания, обилие которых было обусловлено постоянным потоком населения в городе. Самыми знаменитыми фешенебельными ресторанами были «Палкин», «Доминик», «Медведь», «Кюба» и «Донон»
Иная ситуация сложилась на Петроградской (тогда Петербургской) стороне, превратившейся в начале XIX веке в бедный и полузаброшенный район, в котором сформировался полудеревенский уклад жизни и в котором не было трактирной жизни. В районе действовало лишь несколько скромных заведений.
По мере развития ресторанного бизнеса, к началу XX века значительная часть городской экономики была связана с заведениями общепита. Например петербургские рестораны и трактиры занимались продажей газет. Так как посетители ресторанов и трактиров любили курить в помещении, при данных заведениях процветала торговля табаком. В городе, помимо поставщиков питания, также действовали прачечные, занимавшиеся стиркой столовых скатертей, одежды и прочих тканевых материалов.
Работники петербургского общепита были хорошо самоорганизованы и формировали союзы, например общество владельцев трактиров, торгующих крепкими напитками или наоборот. Когда в 1908 году производители петербургского пива резко подняли цены, владельцы ресторанов устроили бойкот и подавали в своих заведениях баварское пиво.

### Рестораны

Зал ресторана «Кюба»

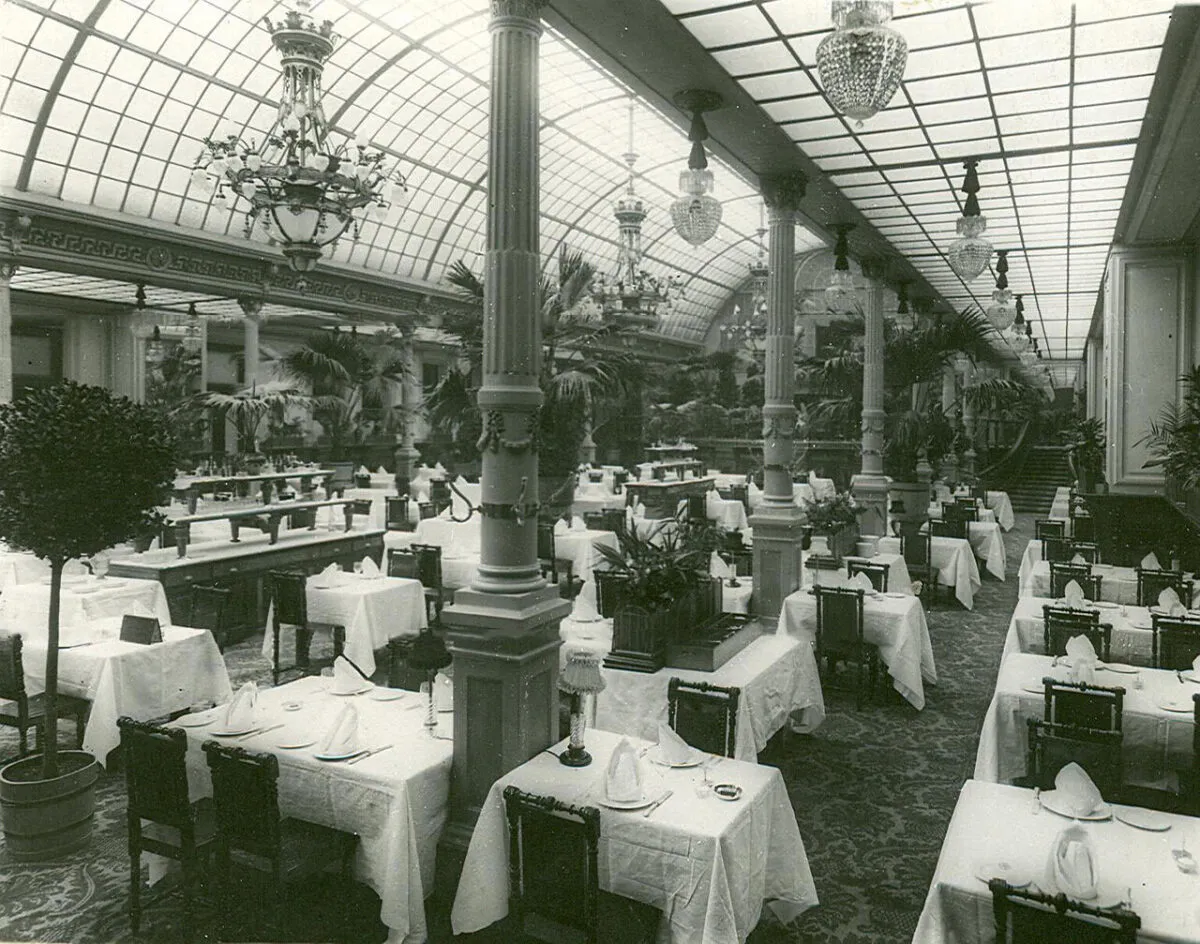
Ресторан «Медведь» с атриумом

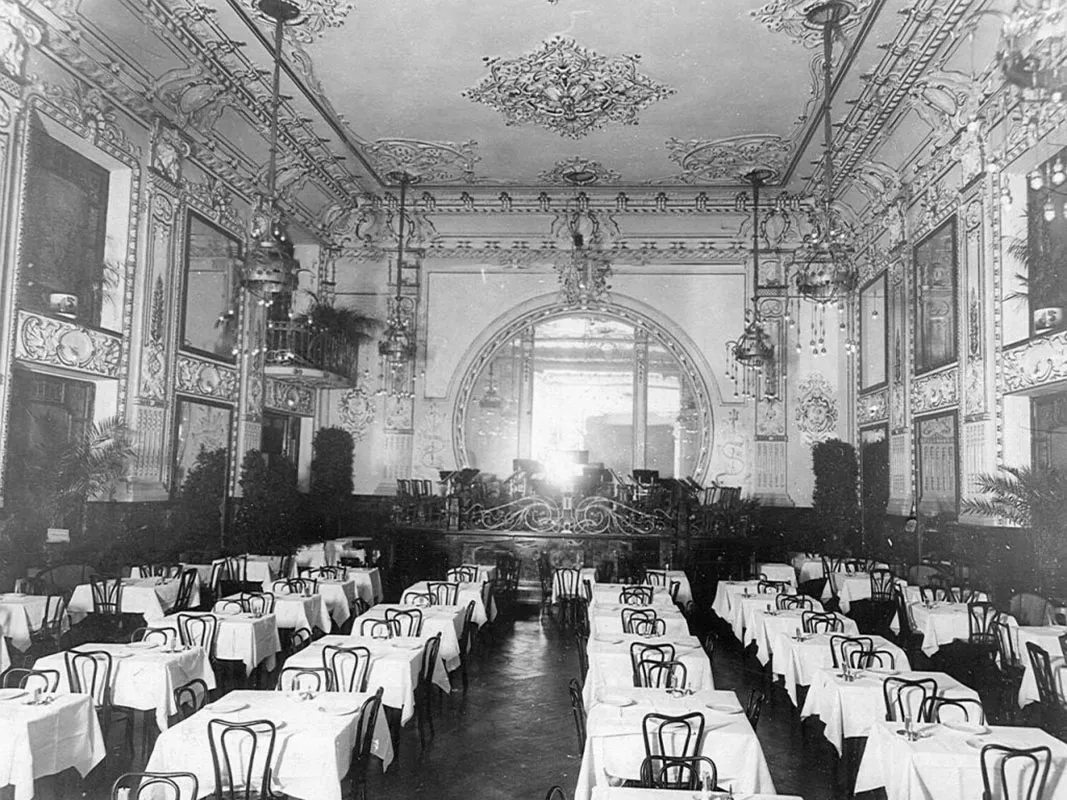
Ресторан «Палкин»

В начале XIX века в Санкт-Петебурге стали появляться первые рестораны, которые позиционировались как более фешенебельные заведения питания в противовес трактирам. Первое поколение рестораций появилось после притока французских беженцев после французской революции, некоторые из которых были рестораторами. Тогда «ресторанами» или «ресторациями» называли места общественного питания, созданные по образцу французских и тогда совсем новомодных. Первые рестораны не существовали долго, так как ещё не сложилась традиция из посещения среди приличной публики. Многие рестораны работали при гостиницах. В ресторанах подавали европейские блюда, в основном французские и итальянские, в меньшей мере бельгийские, немецкие и средиземноморские. Современники начала XIX века воспринимали европейские блюда, как ресторанные. Для ним было типично отсутствие первого (супа) и второго блюда, подавали как правило мясные блюда с винами. Первые рестораны предназначались для встречи богатых холостяков, место приятельского обеда. Значительная часть посетителей ресторанов были иностранцы — французы или немцы, в сами рестораны подавали французскую кухню. Согласно закону, меню во ресторанах должно было составляться на русском языке, но с возможностью дублирования на других языках. Чаще всего французские блюда писались на кириллице, а порой небрежно переводились на русский язык, формируя русскую гастрономическую лексику. В Петербургских ресторанах появилась так называемая «русская подача», когда блюда подносили по очереди, а не накрывали сразу целый стол. В итоге русская подача стало стандартной в ресторанах Европы в конце XIX века.
Первые рестораны ориентировались на обеденное время, то есть открывались поздно, но и закрывались рано. Богатые жители проводили вечера в театрах, на балах и маскарадах, где накрывался обеденный стол. К концу XIX века рестораны работали уже до 6-8 часов вечера, некоторые фешенебельные рестораны до трёх часов ночи. Рестораны стали центрами ночной жизни и ночных кутежей. Если первые рестораны предназначались для представителей высшего света, то позже их начали посещать также фабриканты, биржевые дельцы и прочие представители деловой элиты. На рубеже XIX и XX веков рестораны теряли свою атмосферу исключительности и становились доступными для всё более широких кругов общества и превращались в увеселительные заведения, где выпивали и слушали шансонеток или этнические хоры. В ресторанах укрывались от полиции деятели революционного движения.
Многие рестораны находились при гостиницах, например «Европейской», «Астории» или «Англетёра». Кухня в ресторанах традиционно подавалась французская, а точнее её изрядно русифицированная версия. Популярностью также пользовались рестораны с итальянской и немецкой кухнями. В городе также работали польские и грузинские рестораны. Однако посетителями этнических ресторанов были в основном национальные меньшинства и игнорировались русской интеллигенцией. В фешенебельных ресторанах было принято предоставлять почти безграничные долги богатым клиентам, однако это могло губительно сказаться на бизнесе, как это произошло с рестораном «Дюссо».

#### Устройство

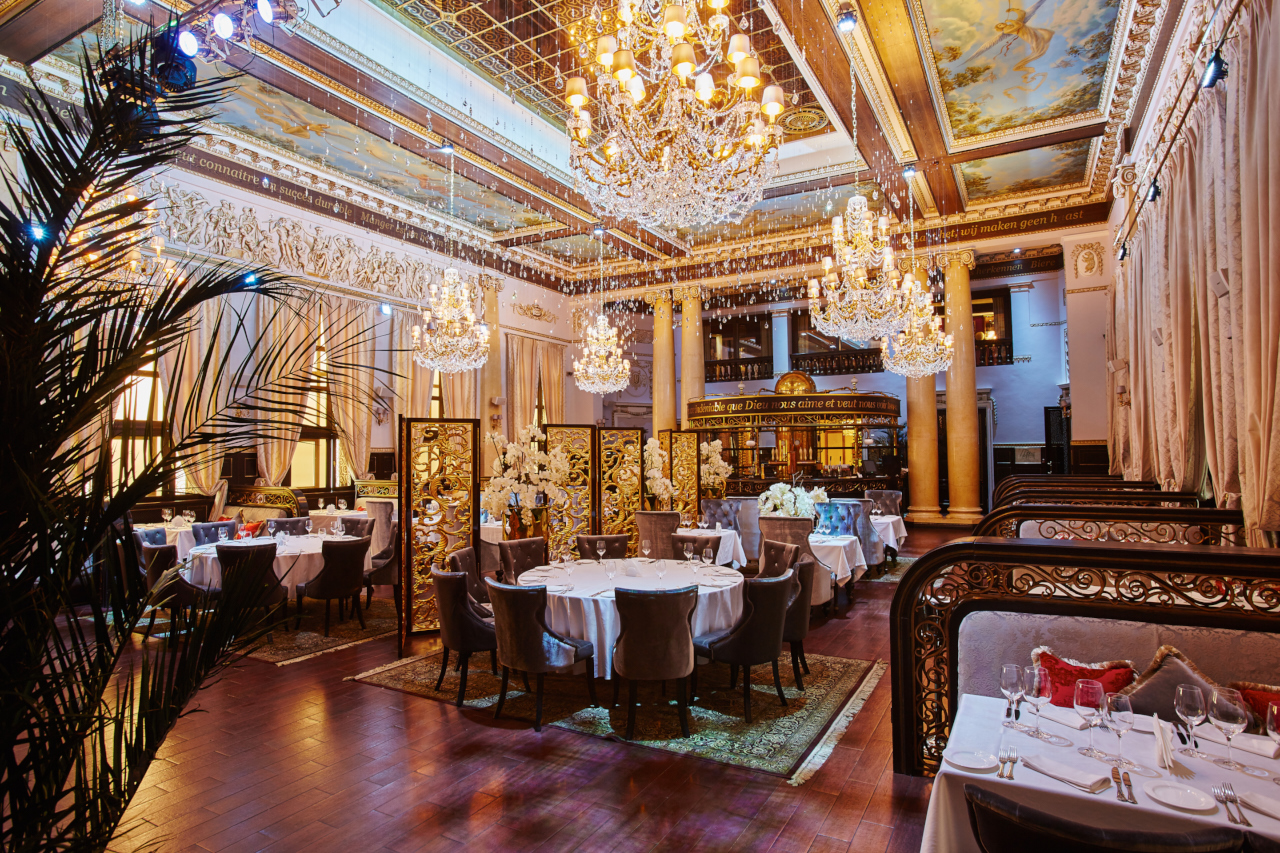
«Метрополь», один из нескольких дореволюционных ресторанов, сохранившихся в неизменном виде до наших дней

К концу XIX века в Петербурге сформировалась своя структура столичного ресторана, которая включала буфет с крепкими напитками, горячими и холодными закусками. Буфет мог быль у входа или быть стойкой в общем зале. В крупных ресторанах также устанавливали чайный буфет, фактически выступая алкогольным буфетом, отделённым от основного закусочного. В XX веке в некоторых ресторанах также появились американские бары со стойкой и высокими стульями. Сами рестораны делились на основной зал и «кабинеты» — комнаты или маленькие залы, где могли собираться компании людей или предпочитавшие есть в уединении.
Довольно быстро кабинеты распространились по всем петербургским ресторанам, это было обусловлено системой негласных запретов, действовавших в городе. Например, рестораны не дозволялось посещать нижним чинам, которые по факту заходили в заведение с заднего входа в отдельные кабинеты. В кабинетах можно было нарушать запреты, например на употребление алкоголя. Кабинеты использовались для деловых встреч, так и для интимных свиданий между парами. В XX веке кабинеты, особенно в «Палкине» пользовались всё большей популярностью у членов революционного движения, в итоге власти запретили приглашать в кабинет более 15 человек.
К началу XX века при фешенебельных ресторанах устраивали сады, крупные террасы и балконы, если на то была возможность. В своих помещениях рестораны устанавливали тропические растения, бассейны, фонтаны, антресоли, балконы. Даже рестораны второго разряда и трактиры стремились красиво украшать помещения. Кабинеты часто оформлялись в разных стилях из прошлого или этнических стилях. В этот период в моду вошла венская буковая мебель, совмещавшая эстетичность и относительную дешевизну. К оформлению ресторанов привлекались крупнейшие столичные художественные силы, лучшие архитекторы и живописцы. Например в «Cafe de France» на Невском 42 живописные панно нарисовал Евгений Евгеньевич Лансере. Стенные росписи вошли в моду среди фешенебельных ресторанов. В 1910-е годы в Петербурге появились фирмы, специализировавшиеся на отделке ресторанных помещений.

#### Развлечения
Рестораны XIX и начала XX веков — это не просто заведения питания, но и зачастую места развлечений. Для привлечения клиентов владельцы организовывали на своей территории модные развлечения, например кегельбаны, летние сады или зимние катки. Самый простой способ предоставить развлечения — организовать при заведении настольные игры, так ко второй половине XIX века почти во всех ресторанах имелись бильярдные, способствуя развитию в городе бильярдной культуры, также во многих заведениях можно было играть в шахматы, шашки, домино и другие настольные игры кроме азартных. Самым знаменитым развлекательным заведением в середине XIX веке стал ресторан «Минерашки» на Чёрной речке, управляемый Иваном Ивановичем Излером, так как двор ресторана представлял собой крупный парк развлечений, где запускали фейерверки, устраивали концерты с участием работников театров, экзотические цирковые номера итд. Излер оказал важное влияние на дальнейшее развитие ресторанного бизнеса в Санкт-Петербурге, в частности сделав музыкальные выступления неотъемлемой частью ресторанного обслуживания в фешенебельных заведениях. Во второй половине XIX века в Петербурге сформировался свой особый ресторанный репертуар, это были как правило арии из популярных оперетт и городской романс. На столичных ресторанных подмостках зарождалась российская эстрада. В середине XIX века в моду вошёл французский канкан и шансон, популярный в парижских ресторанах. Вскоре развязные песни были заменены опереттами с участием звёзд из Милана, Вены и Парижа. Музыка в начале исполнялась полковыми оркестрами. К концу XIX века всё большей популярностью пользовалась народная музыка, например с участием цыганских хоров, еврейского ансамбля или ансамбля украинских бандуристов. В начале XX века особой популярностью пользовались румынские народные музыканты, а в 1910-х годах — оркестры балалаечников. Даже без музыкантов в некоторых заведения имелись механические органы или механические фортепиано.

### Трактиры
Трактиры в противовес кабакам стали первыми приличными заведениями в Санкт-Петербурге ещё до изобретения самой концепции ресторанов. Ранние трактиры содержались иностранцами и подавали иностранные блюда. Многие трактиры были немецкими и выступали своеобразными немецкими клубами. Особенность трактиров заключалась в том, что в них сдавались комнаты для сна, в итоге дальнейшее развитие трактиров происходило в сторону как ресторанов, гостиниц так и гостиниц с ресторанами. В XVIII веке в Петербурге имелось множество немецких трактиров, в том числе знаменитый трактир Миниха на Крестовском острове. Современники по состоянию на начало XIX века жаловались на неудовлетворительное качество блюд и качество обслуживания в трактирах, уступавшим таковым в Москве.
В XIX веке с появлением ресторанов, трактиры закрепились, как заведения низшего разряда. В начале новомодные французские блюда выгодно противопоставлялись традиционным немецким или русским блюдам трактиров. Тем не менее трактиры также отличались в категориях и могли быть дешёвыми харчевнями, так и мало чем отличаться от ресторанов с общим залом, кабинетами, хорошей винной картой и бильярдной. 

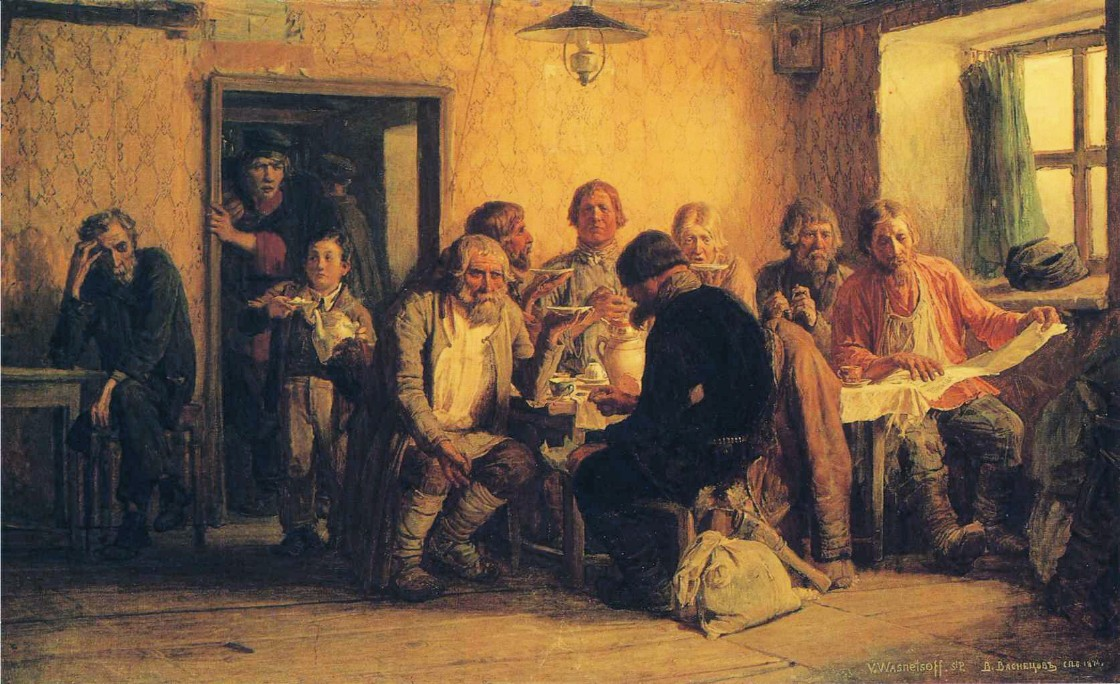
Чаепитие в трактире, Виктор Васнецов, 1874 год

Большинство трактиров XIX века было сосредоточено на Сенной площади, в Коломне и Лиговском проспекте. В городе было принято выделять чистые трактиры, для респектабельных граждан, и чёрные — для простонародья. Цены в трактирах были значительно ниже, чем в ресторанах, и кухня подавалась русская. Такие заведения работали с раннего утра. В трактирах можно было заказать завтраки, обеды и ужины, в «чёрных» трактирах подавали в основном выпивку, так как посетители не могли позволить себе заказать обед. Трактиры наряду с кабаками становились центром пьянства в Петербурге. Трактиры, продававшие крепкие напитки, обязывались помечать себя красными вывесками.

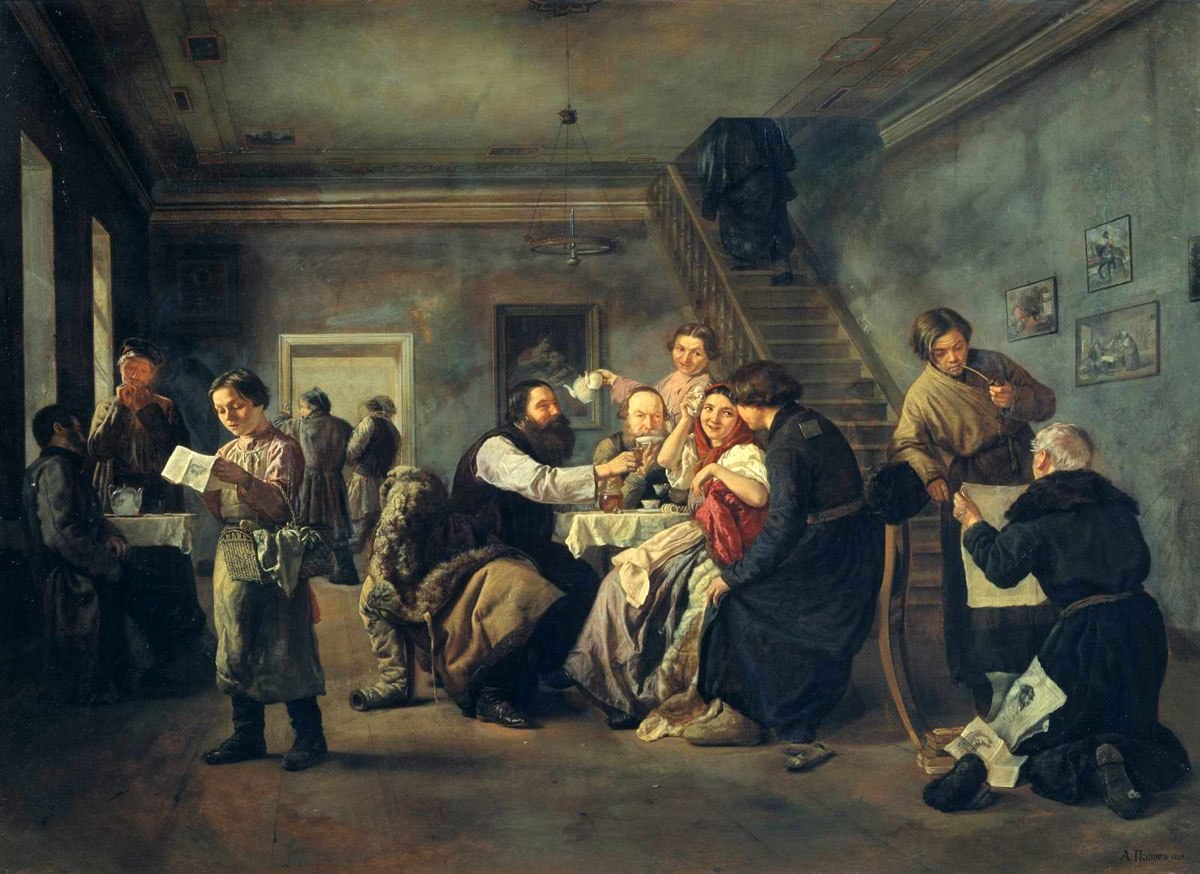
Внутри трактира, 1859 год, Андрей Андреевич Попов

Прислугу называли не официантами, а половыми. Большинство трактиров имели два зала и располагались в полуподвалах домов. Такие заведения работали до полуночи и принимали извозчиков, вынужденных работать допоздна. Трактиры служили местом встреч для бывших деревенских жителей родом из одной местности, становясь своеобразными клубами для землячеств. Также в трактирах часто подрядчики находили для себя новых работников, превращая трактиры в биржи труда. Многие трактиры располагались вблизи от рабочих фабрик.
Основными посетителями трактиров были представители простонародья или публика, которую не было принято называть респектабельной. Многие из заведений выступали клубами, в определённых трактирах встречались представители иностранных диаспор или земляки, выходцы из одной деревни.
Трактиры отличались своим терпимым отношением к посетителям, не предъявляли за неподходящее происхождение и одежду. Это имело особое значение для разбогатевших крестьян, не желавших отказываться от национального костюма и которых за это могли не впускать в рестораны. Частыми посетителями трактиров были и представители интеллигенции, о своих тайных походах в столичные трактиры и кабаки рассказывали петербургские литераторы и артисты. Например Пушкин со своей компанией переодевшись в «дрянные платья» любил посещать простые харчевни. Некоторые трактиры становились излюбленными местами для литераторов, например «Аничковский трактир», где был организован штаб Общества репортёров Николаем Волокитиным или «Давыдка», в котором встречались сотрудники крупнейших литературных журналов. Трактиры привлекали интеллигенцию своей непринуждённой обстановкой.

### Чайные
В конце XIX века всё большой популярностью стали пользоваться «чайные», где не подавали алкогольные напитки. Фешенебельные «чайные» на Невском почти не отличались от кафе и кондитерских, но чайные для низших сословий представляли собой столовые с русским колоритом, часто при трактирах, где на стол подавались самовары с пирогами, бубликами, баранками у другой традиционной выпечкой, а также иногда простыми горячими блюдами. Чайные любили посещать рабочие, извозчики, мелкие ремесленники и разночинцы. В целом правительство поощряло появление первых чаевых в противовес трактирам, превращавшихся в центры пьянства. Такие заведения открывались уже в 6 часов утра, чтобы люди успели позавтракать до начала работы. Чайные, подававшие полноценные обеды, назывались чайностоловыми.
Такие заведения стали также популярными у поклонников возрождения национального стиля и увлёкшейся идеями народничества интеллигенции. Чайные стали входить в состав вошедших в моду народных домов к началу XX века. Из-за своей специфики чайные превратились в клубы простонародья, сторонников русского национального движения и других антиправительственно настроенных организаций. Некоторые чайные превратились в штаб-квартиры оппозиционных политических партий, где распространялась нелегальная литература.

### Кухмистерские и столовые

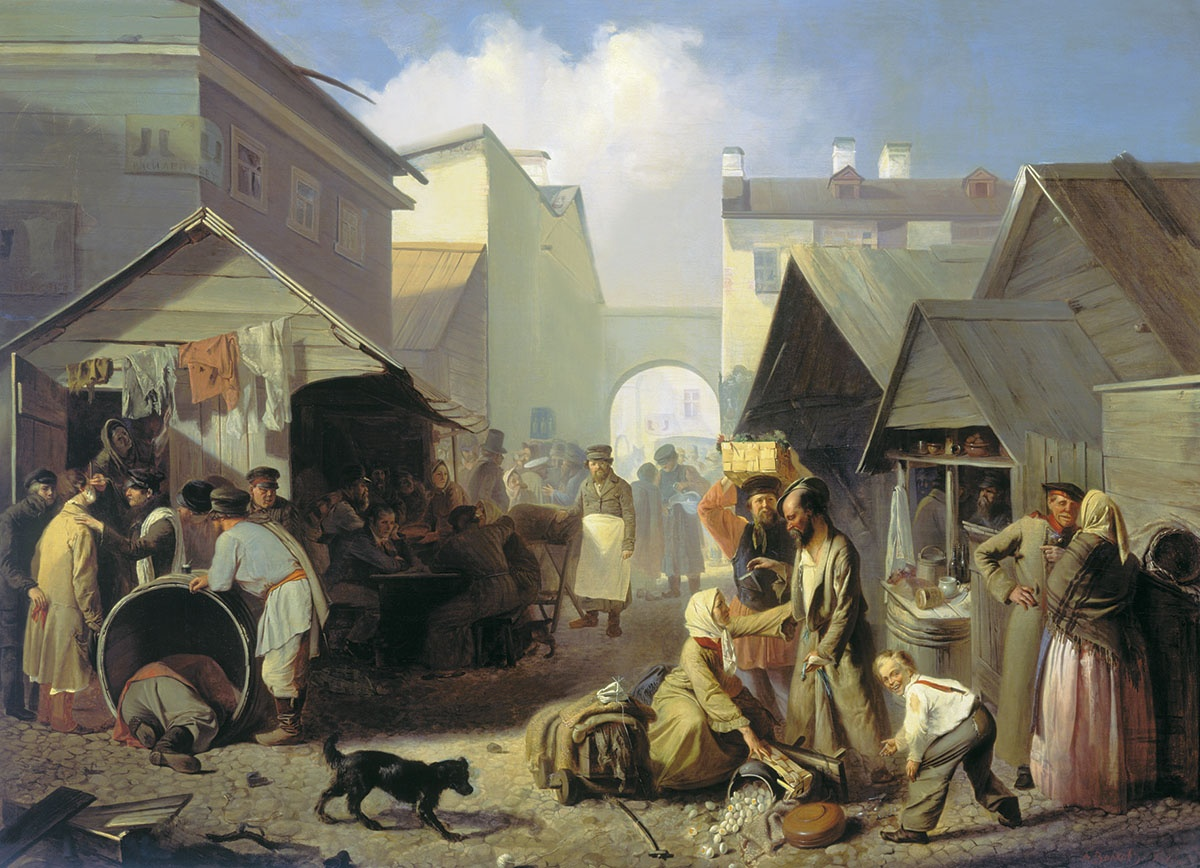
Обжорный ряд в Санкт Петербурге, Адриан Волков

Ещё в XVIII веке в Петербурге стали появляться кухмистерские столы — небольшие заведения, предназначавшиеся для бедной публики. В городе работали многочисленные дешёвый заведения для рабочих, прислуги, военных. Больше всего столовых для простолюдин было сосредоточено на Сенной площади, в так называемом «обжорном ряду», после 1880-х годов он был перенесён на Никольский рынок, среди обыденных блюд в таких заведениях были хлеб, бычья щековина, колбаса, печень, похлёбка или пирожки с требухой. С середины XIX века распространилась варёная картошка. С виду заведения в обжорном ряду представляли собой ларьки, а посетители обедали на улице.
Многие кухмистерские обслуживали национальные общины и подавали национальную кухню — чаще всего немецкую, польскую, еврейскую, татарскую, греческую. В подобных заведениях стали впервые подаваться блюда грузинской или кавказской кухни.  Известно, что татарские кухмистерские для соблюдения исламских обычаев выделяли отдельные комнаты для мужчин и женщин. Кухмистерские пользовались большой популярностью, они были знамениты своими вкусными и национальными кушаниями, но их ругали за антисанитарию и несоблюдение норм приличия. Здесь также простолюдины устраивали праздники, свадьбу или поминки.
В начале XX века слово почти вышло из употребления и было заменено на «столовая». При этом, некоторые столовые в качестве обслуживания равнялись на рестораны. Такие заведения ради вкусных кушаний посещали и представители знати или интеллигенции, для хороших столовых в целом было свойственно сословное разнообразие посетителей. 
Накануне революции в Петербурге благотворителями стали открываться «народные столовые», где за минимальную цену отобедать могли нищие и бродяги. Государственные столовые в начале XX века массово открывались при учреждениях — университетах, техникумах, академиях, гимназиях и в государственной думе.

### Малые заведения

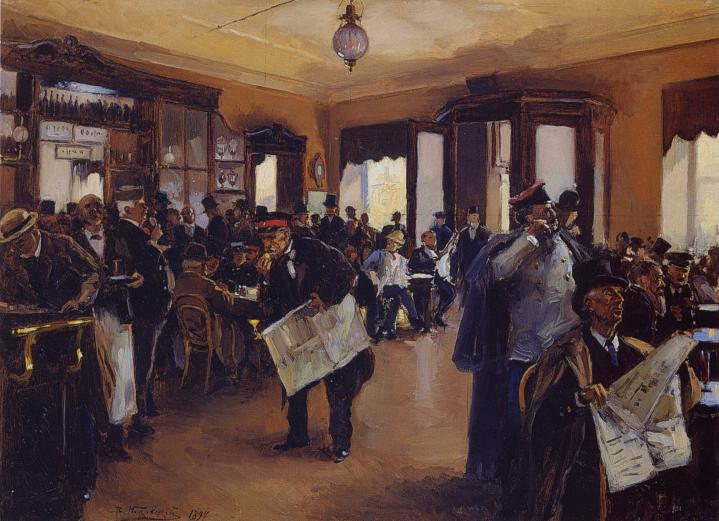
Внутри кафе «Доминик», Владимир Маковский

Так как большая часть заведений общепита работала после полудня, завтраки можно было приобрести в других и специальных на то отведённых заведениях. Например в конце XIX века утром рядом ещё с закрытыми с ресторанами работали кондитерские и кофейни, зачастую имевшие того же владельца, что и ресторан.
В начале XIX века в городе для добычи завтрака всё большей популярностью пользовались «лавочки», в которых можно было купить разного рода деликатесы на дом. Сами лавки напоминали уменьшенные трактиры, но в которых нельзя было обедать. Готовые блюда также можно было купить в любом постоялом дворе, в съестных рядах на городских рынках, а также у торговцев вразнос. Торговцы продовольствия стали открывать собственные кабинеты, в которых можно было также перекусить деликатесами. Торговый порт у стрелки Васильевского острова славился своими устричными лавками. Позже в городе всё большей популярностью стали пользоваться так называемые «фруктовые лавки», где можно было купить морепродукты, сыры, трюфели, сардины или вино. Фруктовые лавки на Невском начали обустраивать у себя задние комнаты, чтобы подавать модные завтраки.

#### Кафе и кондитерские
В начале XIX века в городе действовало множество кофеен низшего разряда, так как в Петербурге среди бедного населения крайне популярно было употребление утром кофе в противовес москвичам, предпочитавшим чай и полугар. Государство запрещало подавать в кофейнях крепкие напитки и горячие блюда, поэтому в кофейнях подавали холодные и сладкие кушания и кондитерские изделия, заведения, специализировавшиеся на подаче кофе, чая и сладостей назывались кондитерскими или чаевыми. Мода на иностранные сладости — пирожные, мороженное, конфеты и торты, появилась во второй половине XVIII века и вместе с этим появлялись специализированные заведения. Кондитерские изделия продавали швейцарцы. Рано утром у кондитерских собирались толпы нищих, которым швыряли объедки и чёрствые пироги. В первой четверти XIX века кофейни принадлежали в основном итальянцам.

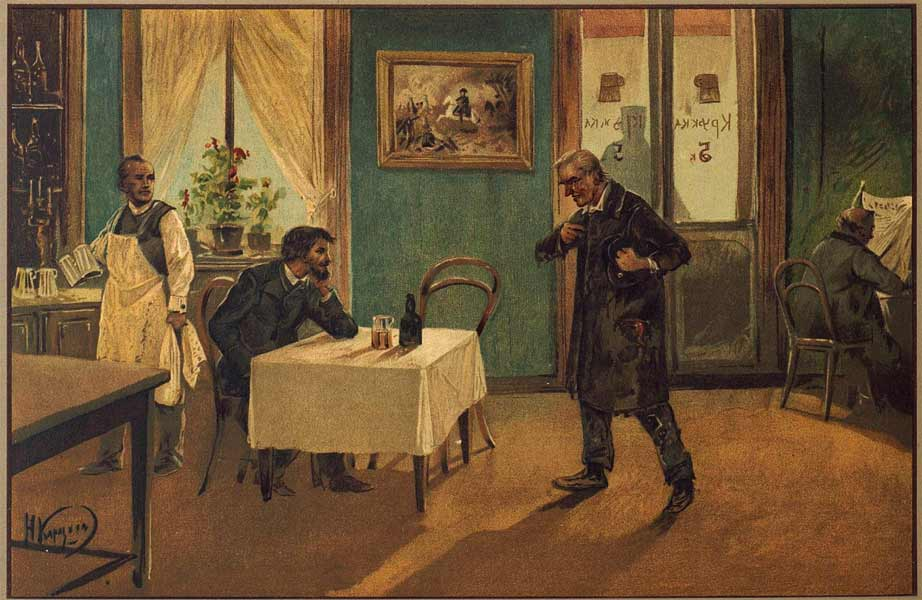
Н. Н. Каразин. Иллюстрация кафе к роману «Преступление и наказание»

В 40-е годы XIX века в Петербурге открылась первая кофейня высшего разряда — «Доминик», сыскавшая популярность у всех сословий. К началу XX века в городе открылось множество кофеен, часто располагавшихся рядом с местами гуляний. На рубеже веков кофейни или на французский манер «кафе» приобрели статус фешенебельных заведений, всё больше приобретавших черты ресторанов, где помимо завтраков подавали обеды и ужины, устраивали концерты и бильярдные. Большой популярностью также пользовались кондитерские, возникшие от конфетных лавок, но в которых можно было за отдельным столиком попробовать сладкие деликатесы. Со временем между кофейнями и кондитерскими стиралась грань, так как и те и другие начали подавать сладости и кофе в своих заведениях. В середине XIX века на волне моды на кондитерские этим названием стали обозначать себя многие стремившиеся повысить свою респектабельность трактиры, внося всё большею неопределённость в изначальный смысл названия. Позже многие бывшие кондитерские перепрофилировались в «кафе-рестораны», чтобы подавать также горячие кушания и алкоголь, такие заведения в шутку называли «кафе-харчевнями».
В начале XX века с ресторанами, трактирами и лавками начали конкурировать буфеты, открывавшиеся при кинозалах, небольших театрах и развлекательных центрах. В них подавали ликёры и шампанское, также буфеты могли посещать учащиеся и нижние армейские чины, вход которым был закрыт в рестораны.

### Дачные рестораны
По мере того, как всё больше петербуржцев на рубеже веков переезжали на дачи в летнее время, в начале XX века возник тип заведения общепита — дачные или загородные рестораны, работавшие только в летнее время и ориентированные исключительно на дачников. Такие заведения не приносили много доходов и современниками описывались, как кухмистерские третьего разряда и низким качеством обслуживания. Первоклассные загородные рестораны начали открываться в Сестрорецке в 1910-х годов, например это были Сестрорецкий ресторан, «Семирамида» или «Яр».

### Ресторанная гонка конца XIX — начала XX веков
В конце XIX и начала XX века произошёл ресторанный бум, за это время было построено множество новых ресторанов. В начале XX века в городе действовало уже около 700 чайных и съестных заведений без учёта трактиров и кабаков, торговавших крепкими напитками, данный период считается пиком расцвета ресторанного и трактирного дела, они стали неотъемлемой частью жизни горожан самых разных сословий. По примерным оценкам всего в 1910-е годы в городе действовало около 3000 заведений общественного питания. Рестораны при себе имели обязательно гостиницы и многие общественные бани. Постепенно стиралась грань между разными заведениями общепита, для пивных было типично подавать горячие блюда и наоборот приобрести алкоголь можно было даже во фруктовых лавках. В результате гонки приличные рестораны стали появляться на окраинах города. В стремлении развития своего бренда, рестораны придумывали собственные эмблемы и оформляли красивые и уникальные карточки меню. Некоторые горожане собирали такие карточки для коллекции.

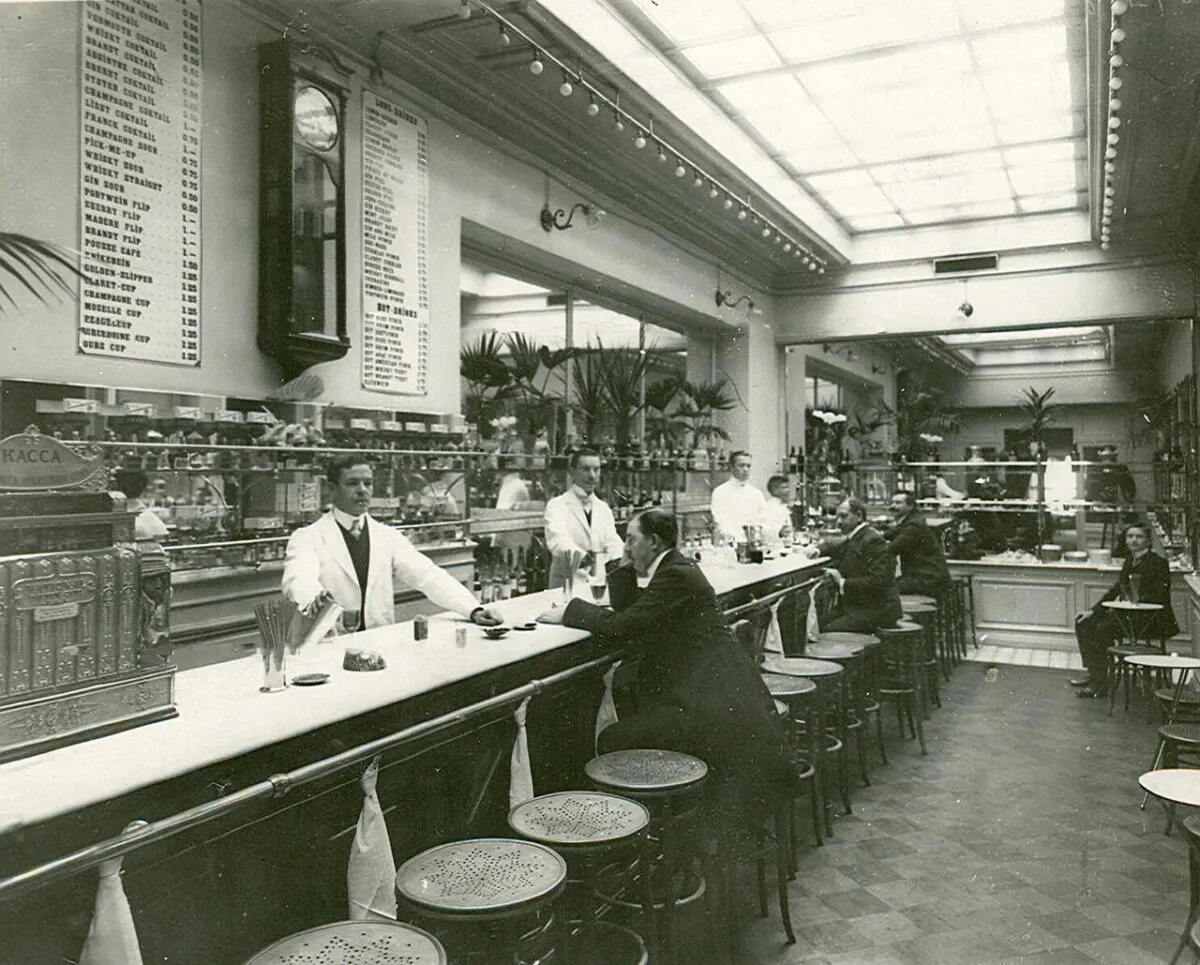
Первый «американский бар» в России, в ресторане «Медведь»

Между ресторанами установилась жёсткая конкуренция за привлечение большего количества посетителей, для чего владельцы заведения организовывали новые способы подачи пищи, например в начале XX века в некоторых ресторанах стали организовывать утренний шведский стол, где посетители сами могли выбирать себе готовые блюда. Через несколько лет в Петербурге стали проявляться первые в стране рестораны самообслуживания, где не было принято подавать алкогольные напитки.

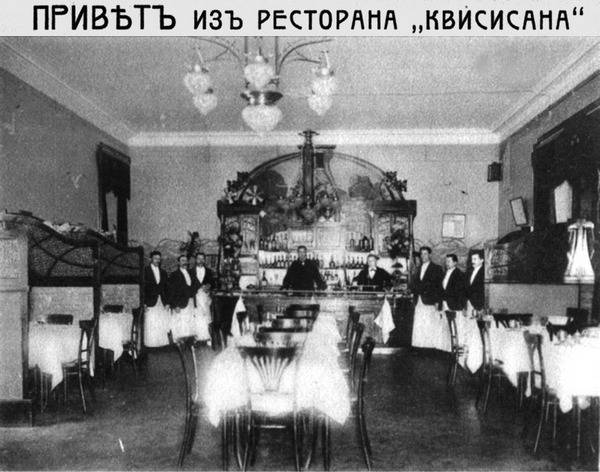
Зал ресторана — «квисисаны», 1900 год

В погоне за посетителями некоторые владельцы прибегали ко всё более экзотическим способам украшения помещения. Например в городе был ресторан с искусственным гротом и водопадом, или ресторан с висящей моделью аэроплана над посетителями. В начале XX века существовал ресторан-баржа. Обсуждался проект по возведению ресторана-купальни на Неве.
Рестораны стали главными местами для демонстрации технологических новшеств того времени, например в 1910-е годы почти во всех дорогих ресторанах установили телефонную связь, где клиенты по телефону могли заказывать кушания. Некоторые рестораны стали применять для уборки электронные пылесосы. Во многих заведениях также установили электронные кофемашины и автоматические кассовые аппараты. На Невском стали появляться рестораны — квисисаны с механическими буфетами, выдававшими закуски за монеты. Некоторые рестораны начала XX века оборудовали светящуюся электрическую рекламу.
В гонке за респектабельностью и узнаваемостью многие трактирные заведения также повышали качество своего обслуживания и даже стремились равняться на рестораны, что касается музыки и оформления внутренних помещения. Для этой цели владельцы трактиров стали объединяться в акционерные сообщества, куда входили помимо владельцев хозяева домов, в которых работали заведения, или основные поставщики.
Эпоха гонки закончилась вместе с началом Первой мировой войны и последовавшего кризиса. Количество ресторанов, кофеен и трактиров заметно уменьшилось, многие работники заведений попали под мобилизацию или добровольно ушли в армию. Колоссальный удар по ресторанному бизнесу пришёлся после вступления закона о полном запрете продажи алкоголя, а затем и кондитерских изделий в свете дефицита сахара.

### Питейные заведения, партерные, кабаки

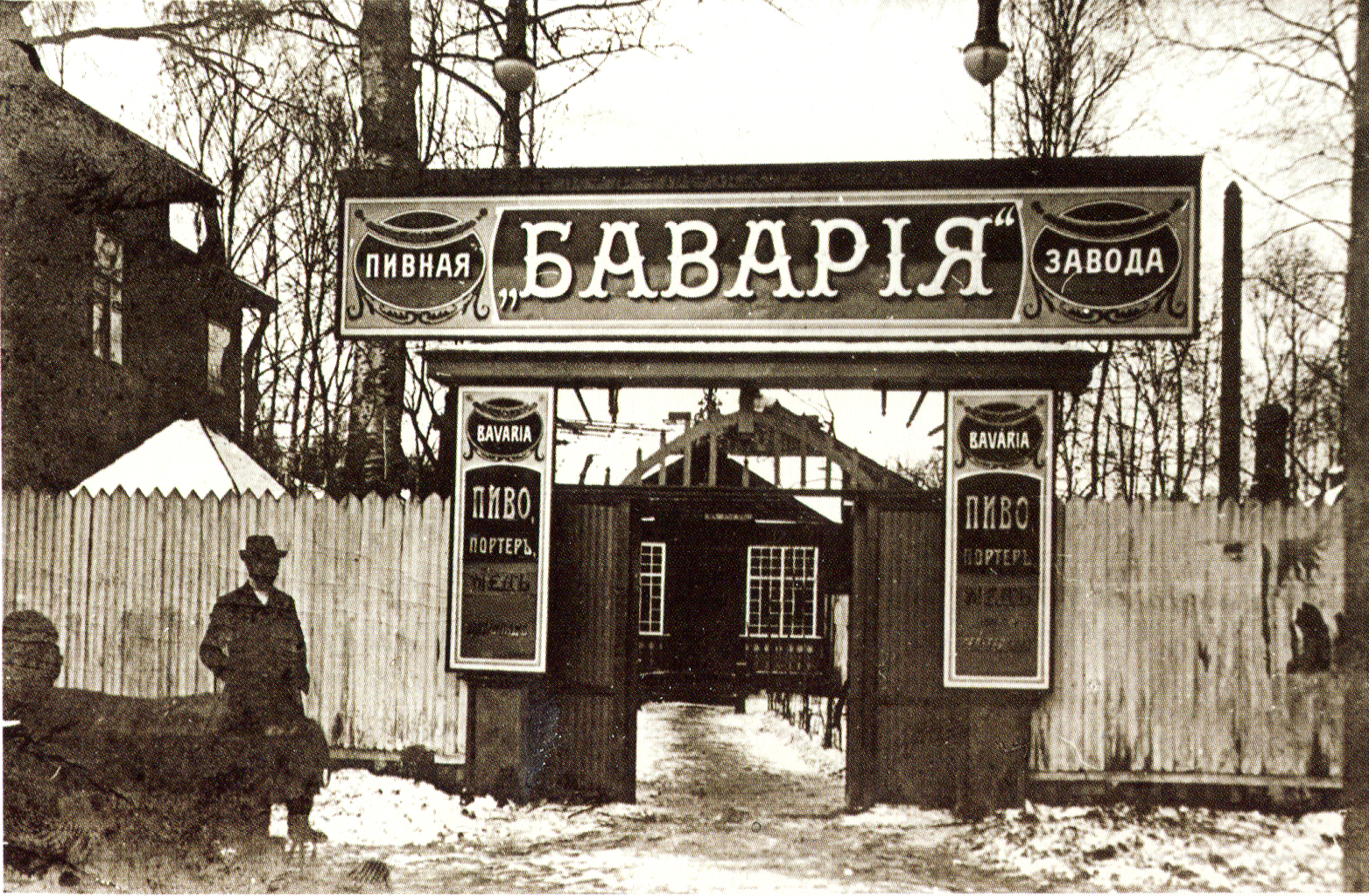
Пивная завода «Бавария»

Питейные заведения на протяжении всей истории Санкт-Петербурга оставались крайне востребованными у городского населения даже при том, что государство периодически вело борьбу с ними. Ещё в 1750-х годах в городе располагалось 65 питейных погребов, торговавших иностранными винами. Большой популярностью пользовались партерные — пивные, где также подавались закуски, как правило раки, сухарики, снетки, мочёный горох. В 1898 году в городе работало 668 таких заведений. В 1874 году в городе работало 1475 питейных заведений, многие из низ были закрыты после принятия сухого закона в 1914 — 1925 годах. Питейные заведения было приянто называть по фамилии владельца или месту нахождения, например «Дункин кабак». Наоборот, если пивные открывались на безымянных улицах или у безымянныз мостов, то они в итоге назывались именем владельцев пивных заведений, например Полозова, Шамшева улица и Глазовский и Кокушкин мосты.

### Ограничительные меры
Так как трактиры и герберги ещё в ранней истории города часто превращались в злачные места, замешанные в теневом бизнесе и преступности, государство в разные периоды стремилось регулировать их количество, в частности ограничивая продажу алкоголя. Позже трактиры было запрещено строить вблизи от церквей. Также был наложен запрет на ночную работу. Несмотря на популярность настольных игр при заведениях общепита, азартные игры были запрещены законом, тем не менее часто посетители делали денежные ставки в «неазартных» играх, в итоге государство предпринимало попытки регулирования и значительного ограничения настольных игр.
С 1874 года согласно питейному уставу запрещалась продажа водки в общественных заведениях, трактиры, продававшие крепкие напитки обязывались обозначать себя красными вывесками. В начале XX века петербургские рестораны были поделены на перворазрядные — где всегда торговали крепкими напитками по самовольной цене, во второразрядных заведениях продавался алкоголь по фиксированной цене и в третьеразрядных напитки продавались только в запечатанной посуде. Иные заведения не имели права продавать крепкий алкоголь, но могли подавать вина, ликёры или пиво.
Полный запрет алкогольных напитков в 1914 году крайне губительно сказался на ресторанном бизнесе, многие заведения общепита, имевшие основной доход с продажи алкоголя, закрылись. Это в свою очередь понизило со стороны ресторанов спросы на концертные программы, устройство балов и вечеринок, из-за чего ещё меньше людей посещало рестораны. Многие владельцы заведений стремились обходить сухой закон, подавая алкоголь в бутылках, кувшинах или чашках, однако в случае обнаружения обмана, власти прибегали к суровым карательным мерам, сулившим ресторанам массовые убытки. Следующим ударом по ресторанному бизнесу стал запрет на изготовление кондитерских изделий из-за нараставшего дефицита сахара.

### Посетители ресторанов
Для петербуржцев, живших на рубеже XVIII и XIX веков в целом было свойственно кормиться вне дома, в Петербурге жило множество мужчин без семей, обедавших в трактирах, основными посетителями заведения питания были небогатые мужчины, зачастую снимавшие углы без собственной кухни. Только богатые люди позволяли держать при себе повара с прислугой, обеспеченные семьи нанимали себе кухарок, однако большинство горожан посещали заведения общественного питания. Так как в городе жило много холостых мужчин, они с конца XIX века завели традицию встречать в ресторанах Новый Год в противовес «семейному» рождеству.

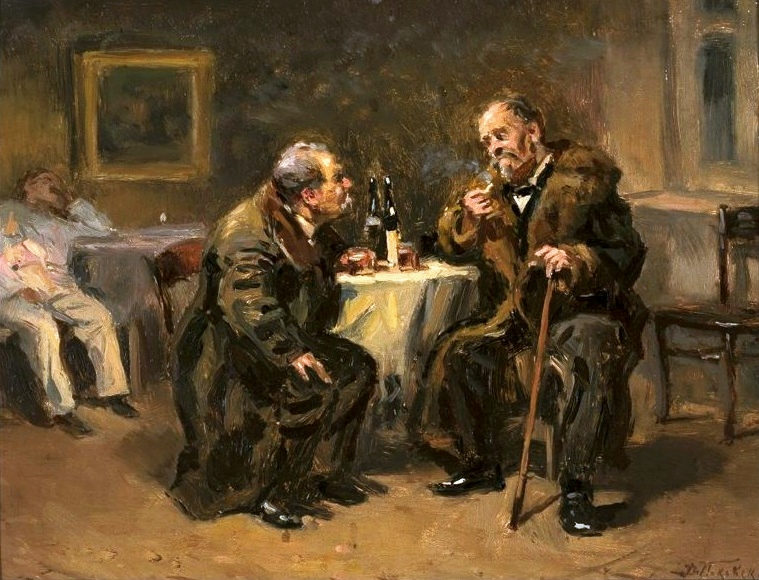
Маковский, «засиделись», 1910 год

В дорогих ресторанах собиралась золотая молодёжь, петербургские денди. Сохранившиеся дневники, описывавшие повседневный быт творческой интеллигенции Петербурга, рассказывают о ежедневных завтраках, обедах и ужинах, которые подавались в ресторанах и кафе. Заведения общественного питания рассматривались как мужские территории и по правилам приличия женщины не должны были их посещать, хотя и были исключения. В начале XIX века дворянки могли посещать рестораны или трактиры только вместе с семьёй, в противном случае они компрометировали себя, однако в некоторых фешенебельных ресторанах эти неписаные правила могли не соблюдаться строго. В 1840-е года среди интеллигенции возникла мода приглашать в фешенебельные рестораны женщин в качестве сопровождавших или в сопровождении другой пары. Женщины, оправлявшиеся в одиночку в рестораны, были, как правило, «камелиями» — содержанками у богатых людей, сделавших рестораны своими главными местами для новых знакомств. Чтобы формально не нарушать нормы приличия, камелии могли посещать рестораны парами.
Тем не менее женщины в целом оставались относительно редкими посетительницами из-за того, что рестораны рассматривались, как мужские пространства. Даже при том, что женщин зачастую продолжали не впускать в залы для посетителей в трактирах и ресторанах, женщины часто являлись владелицами трактирных заведений. Переломным моментом стало начало XX века, когда женщины всё более массово начали посещать рестораны и трактиры. Среди таких женщин было много секс-работниц. В 1910-е годы активистки женской прогрессивной партии выступали за создание женских заведений питания.
С целью сохранения престижа столичного офицерства, гвардейцам было строго запрещено посещать трактиры и другие заведения низшего класса. В итоге офицеры были завсегдатаями в самых фешенебельных ресторанах Петербурга и даже разделяли между собой рестораны по видам войск и полков. Наоборот, представителей низших сословий могли не впускать в рестораны, например представителей нижних армейских чинов или учащихся. Традиционно посетители ресторанов должны были придерживаться западного дресс-кода, в начале XX века рестораны стали посещать люди в русском национальном костюме, были прецеденты, когда работники не впускали таких посетителей под предлогом нарушения норм приличия.
В конце XIX века в Петербурге сформировалась традиция устраивать деловые встречи за завтраком в фешенебельных ресторанах, во многом на этом держался бизнес таких заведений, как «Кюба», «Донон» или Доминик. За завтраками сделки заключали культурные деятели, писатели находили издателей, артисты — антрепренёров, у композиторов заказывали балеты и оперы, а у художников — картины. Поздние завтраки, ориентированные на деловые встречи и сделки назывались «фриштиками» и проводились между 11 и 15 часами — в основное время перерывов у банкиров, чиновников и конторских.

### Работники ресторанов
Петербургские рестораны сыскали статус заведений с самой качественной обслугой в Российской империи, хотя сами петербуржцы такого мнения не разделяли. Качество обслуживания зависело от фешенебельности ресторана. Общее количество ресторанной прислуги было достаточно велико, для них разработали специальные часы, прикреплявшиеся к борту фрака, чтобы время мог видеть как официант, так и клиенты.
| Половой, Кустодиев | Половые в ресторане «Вена» |
| Изображение половых в традиционных костюмах, разносчики в ресторанах с европейской кухней поверх костюма часто одевали пиджаки |                            |

Значительная часть официантов были татарами, так как ислам запрещал употребление спиртных напитков и поэтому татары считались надёжными работниками. Сформировался стереотип, что татары выделялись своим особым трудолюбием и аккуратностью. В итоге владельцы ресторанов предпочитали нанимать прежде всего татар. Часто это могли быть русские, которые обманом подменяли себе имя и выдавали себя за уроженцев Поволжья. В городе действовали артели касимовских татар, работавших исключительно прислугой в ресторанах. Тем не менее к началу XX века под влиянием городской жизни татары — работники заведений питания тоже начали употреблять алкоголь, ввязываясь в центры скандалов.

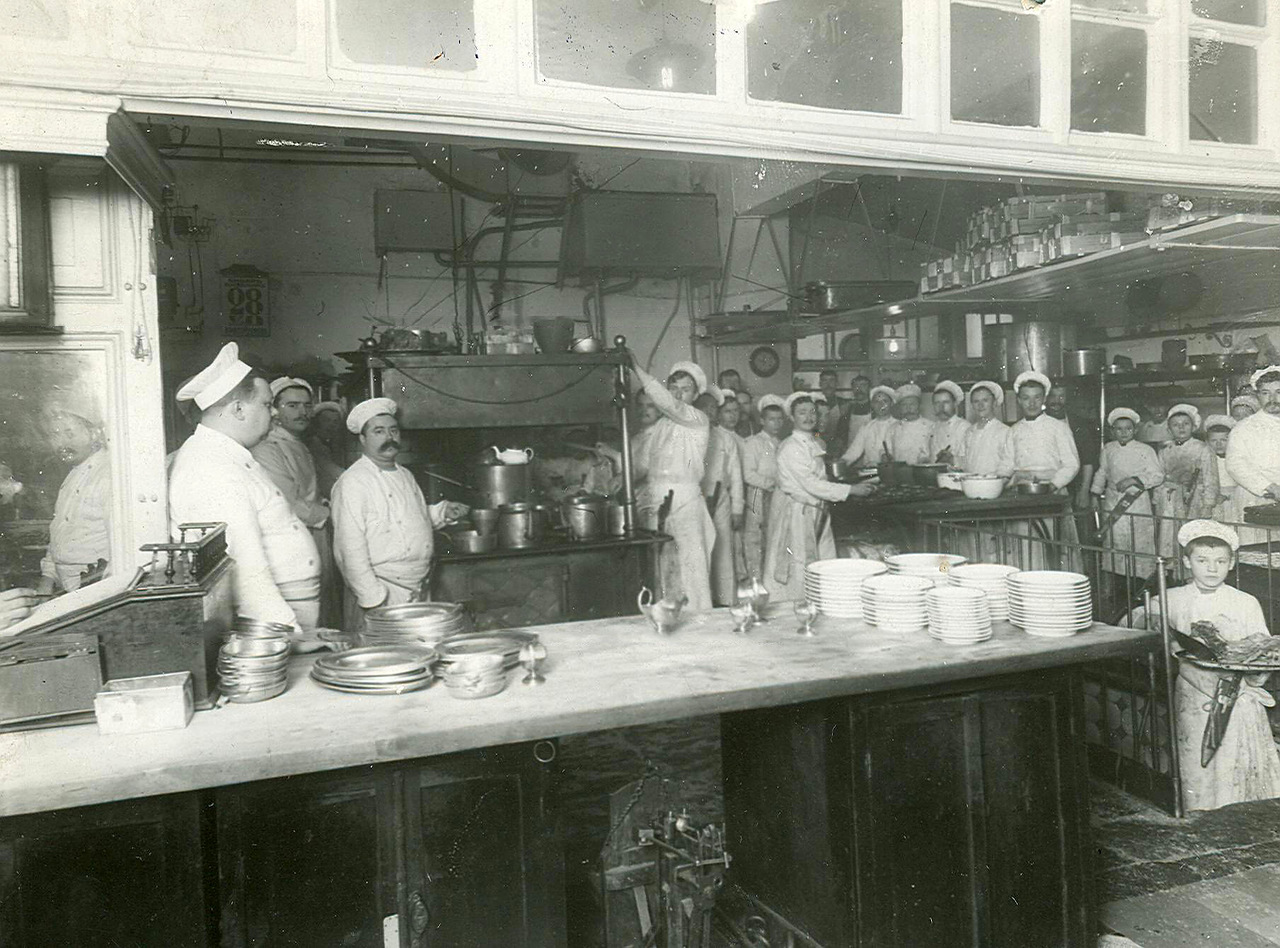
Повара и половые на кухне ресторана «Вена»

Выходцы из Ярославской губернии славились как лучшие русские официанты в городе. В Санкт-Петербурге располагалось несколько династий ярославских официантов, некоторые из которых сами становились владельцами ресторанов. Ярославцы прибывали в город, начиная деятельность с полового или разносчика. Они были поварами и владельцами многих трактиров и лавок. Самым знаменитым ярославцем был владелец «Медведя» Алексей Судаков. Многие трактиры носили названия городков и поселений из ярославской губернии, например «Любим».
В целом в Петербурге сложилась ситуация, где татары в основном служили в дорогих и фешенебельных ресторанах, а ярославцы обслуживали в основном трактиры. Официанты и половые объединялись в артели и товарищества, защищая и отстаивая свои права, а такие собирали из своей зарплаты капитал, который уходил на содержание родных семей за пределами города или для покупки ресторанных заведений. К началу XX века всё большее количество заведений принадлежали не отдельным богатым купцам или дельцам, а товариществам официантов. Тем не менее современники отмечали далеко не лучший уровень качества обслуживания в таких заведениях и завышенные цены. Многие железнодорожные рестораны и буфеты принадлежали татарам.
В XX веке среди официантов становилось всё больше женщин, хотя им дозволялось работать в заведениях среднего и низшего разряда — кондитерских, кофейнях, столовых, кухмистерских и чайных. Часто их нанимали владелицы заведений — женщины. Власти боролись с этим явлением, так как работа разносчицей противоречила нормам приличия того времени. В 1910 году городская дума запретила женщинам служить в трактирных заведениях, однако пошла на уступки под нараставшим общественным давлением, позволяя беспрепятственно работать женщинам в ресторанах третьего разряда.

## Ранний советский период

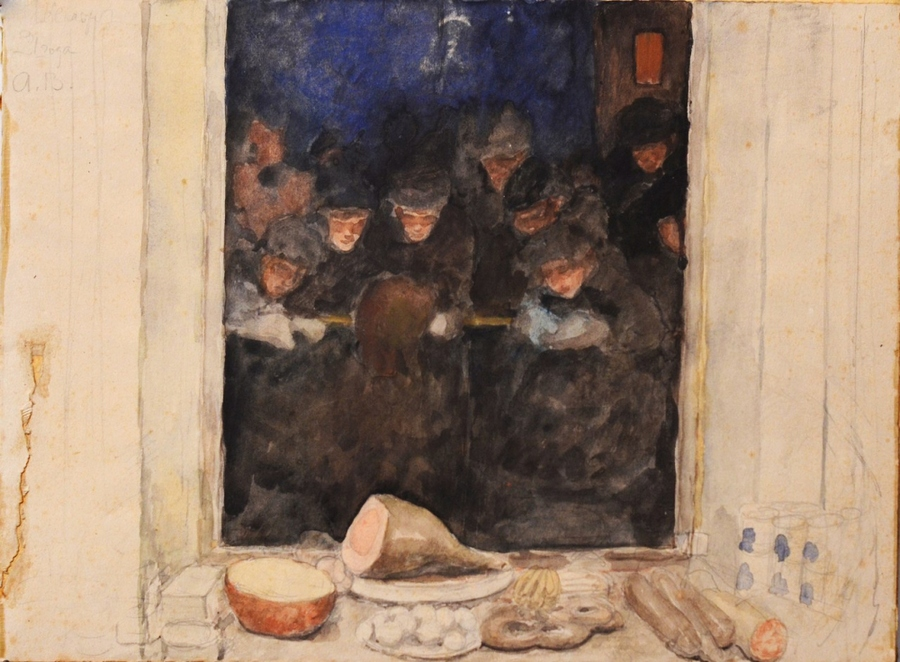
У витрины первого гастронома, 1921 год, Вахрамеев

Последствия гражданской войны привели к обезлюдению Петрограда и временному или окончательному закрытию существовавших тогда заведений общепита. В период гражданской войны многие заведения попали под волну массовых грабежей. Большая часть ресторанов закрылась в годы гражданской войны, в этих заведениях зачастую велась теневая торговля запрещённым алкоголем и запретными веществами. Напитки могли подаваться в чайных чашках, или алкоголь подавали в закрытых кабинетах. Некоторые заведения общепита стали главными кокаиновыми очагами в Петрограде и в народе назывались «чумными чайными». Часть из них были закрыты в рамках борьбы с «пьянством, азартными играми и безнравственностью».
Ещё в 1918 году были национализированы все существовавшие в городе рестораны, они также обязывались получать продукты только от продовольственной управы, это было эффективным способом пресечь попытки стачек работников заведений общепита. Уже традиционные для ресторанов бильярдные были запрещены в 1918 году в борьбе с азартными играми. Сухой закон, введённый ещё при царском режиме, остался в силе, поэтому милиция проводила периодические рейды в кафе, чайные и рестораны в поисках алкоголя и пьянствовавших посетителей. За неимением алкоголя, горожане всё чаще приобщались к наркотикам и многие кафе стали центрами подпольной торговли кокаином. В 1919 году в борьбе с этим явлением власти закрыли множество кофеен в центре города, в итоге торговля перенеслась в чайные и столовые по всему Петрограду. Очередным ударом по оставшимся ресторанам стал сахарный кризис, от чего они потеряли возможность изготавливать кондитерские изделия.

### НЭП
Сразу меня оглушил оркестр, который стоит самого отчаянного заграничного жац-банда. Кабак тут был в полной форме. Тысячу и один столик, за которыми невероятные личности, то идиотски рыгочущие, то мрачно пропойного вида. Шум, кавардак стоял отчаянный. Это заведеньице разместилось в нескольких залах. Но всюду одно и то же. Между столиками шлялись всякие барышни, которые продают пирожки или себя ad libitum. Время от времени сквозь эту пьяную толпу проходил патруль, с винтовками в руках.— Василий Витальевич Шульгин

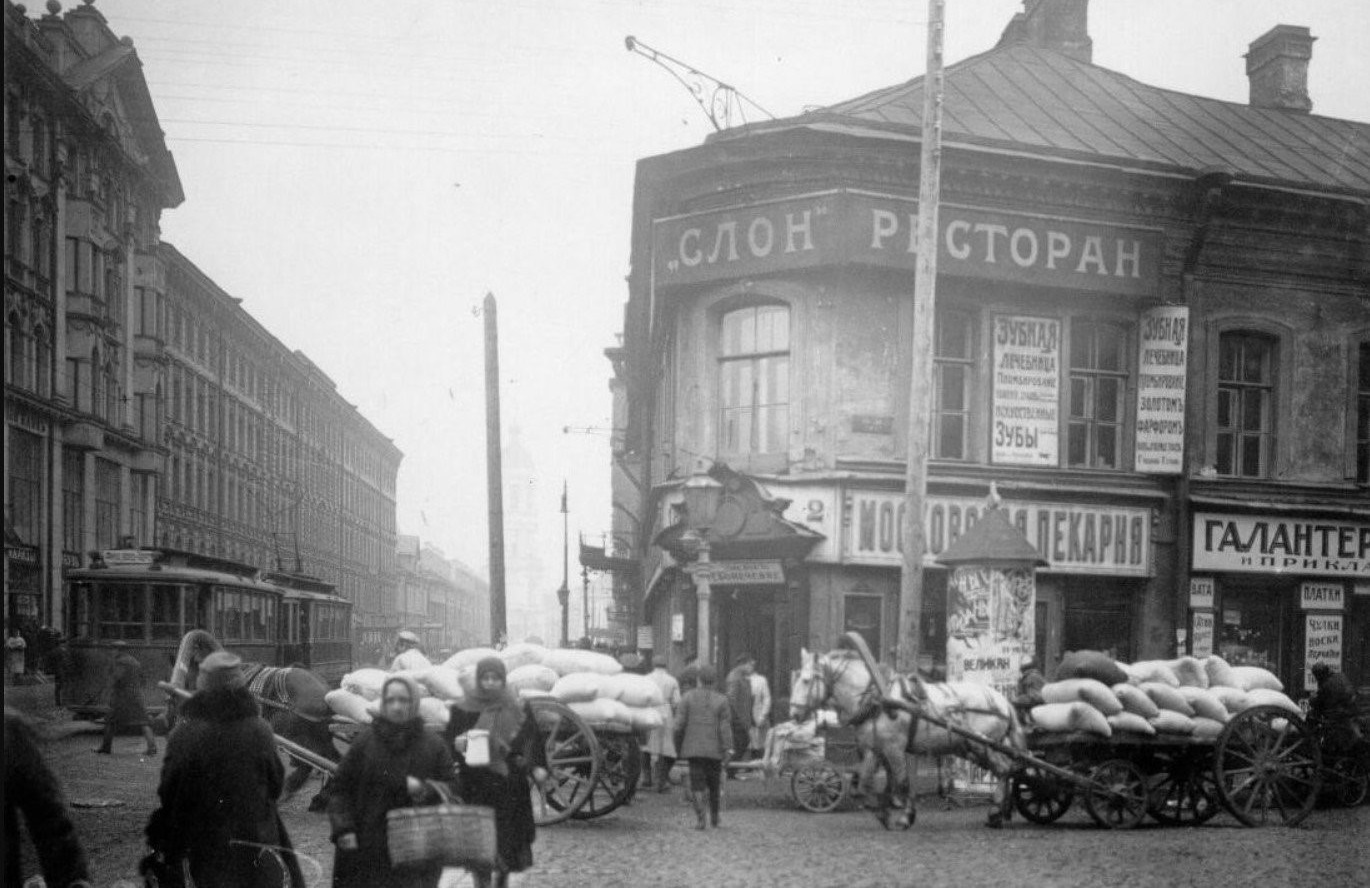
Ресторан «Слон» на Садовой, 1924 год

В период НЭПа ( с 1921 г.) было восстановлено денежное обращение и в Петрограде возник новый класс городской буржуазии — нэпманы, что позволило частично восстановить разрушенный гражданской войной и революцией ресторанный промысел и даже процветать ему. В городе продолжали работать многочисленные кафе, трактиры рестораны и кухмистерские, существовавшие до революции, так и открывались новые. Уже в 1920-х годах в городе работали тысячи ресторанов, чайных и подобных им заведений. Питейных заведений, как отдельной категории не существовало, так как все заведения, кроме фабрик-кухонь и диетических столовых продавали алкоголь. Основными клиентами фешенебельных ресторанов были нэпманы, так как простые работники не могли себе позволить питаться в ресторанах. В городе было открыто множество харчевен и пивных заведений для рабочих, многие заведения для привлечения публики использовали дореволюционные названия — например «Кюба» или «Донон». Помимо «чёрных» кабаков, в городе работал фешенебельный «Эльдорадо», где публика выделялась страстью к иностранной моде и танцам. 

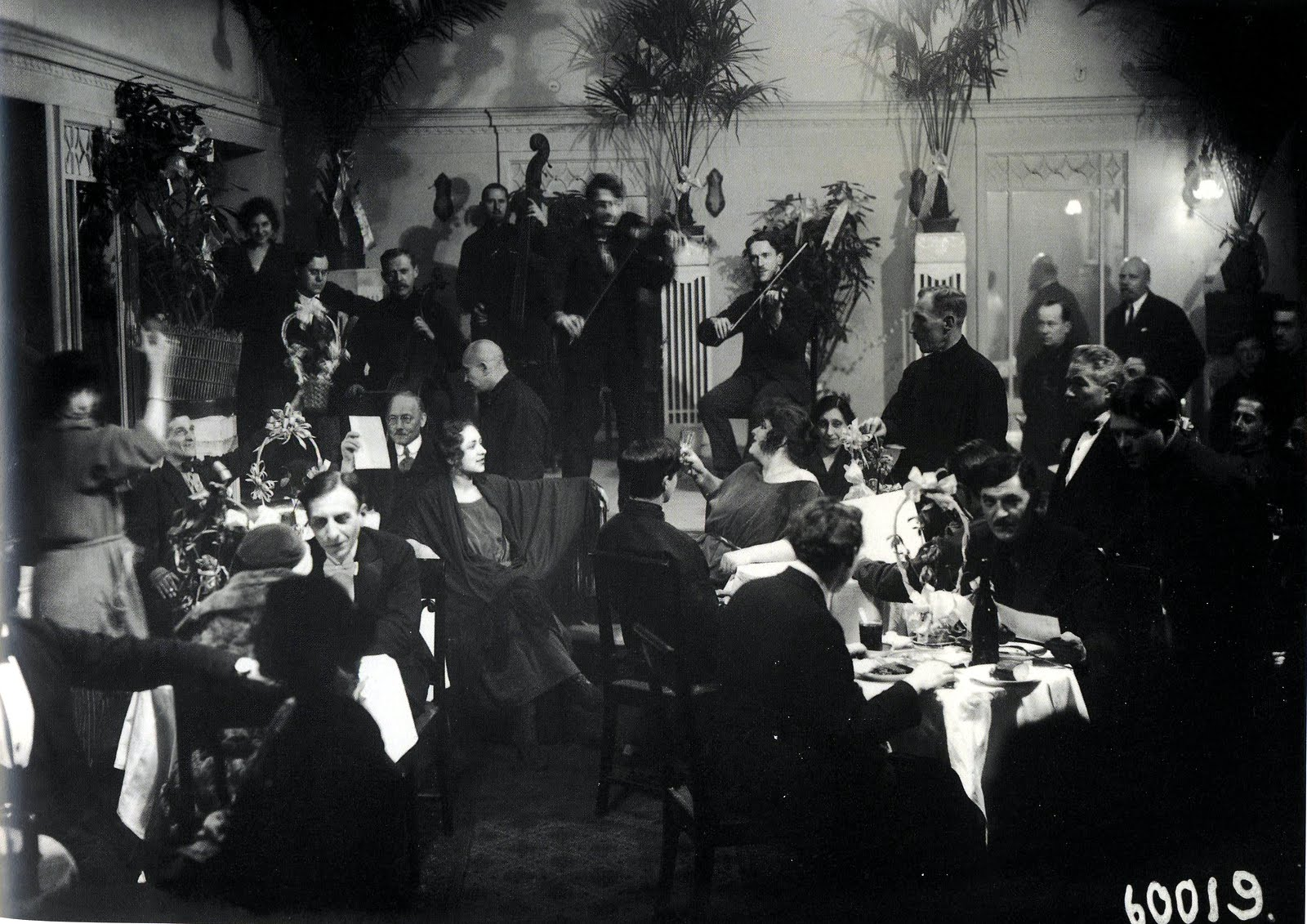
Общий зал ресторана гостиницы «Европейская», 1924 год

Работники ресторанного бизнеса не причислялись к классовым врагам, но рассматривались как «пережитки прошлого» и склонные к девиантному поведению, противоречащим нормам нового политического строя. Это мнение укреплялось тем, что заведения общепита становились часто центром пьянства, наркомании, проституции и азартных игр. Кабинеты многих ресторанов часто использовались секс-работницами и их клиентами, владельцы ресторанов имели с этого неплохие доходы. Несмотря на строгий запрет секс-работы в ресторанах, их постоянными клиентами были милиция, которая могла предоставлять защиту таким женщинам в обмен на услуги.

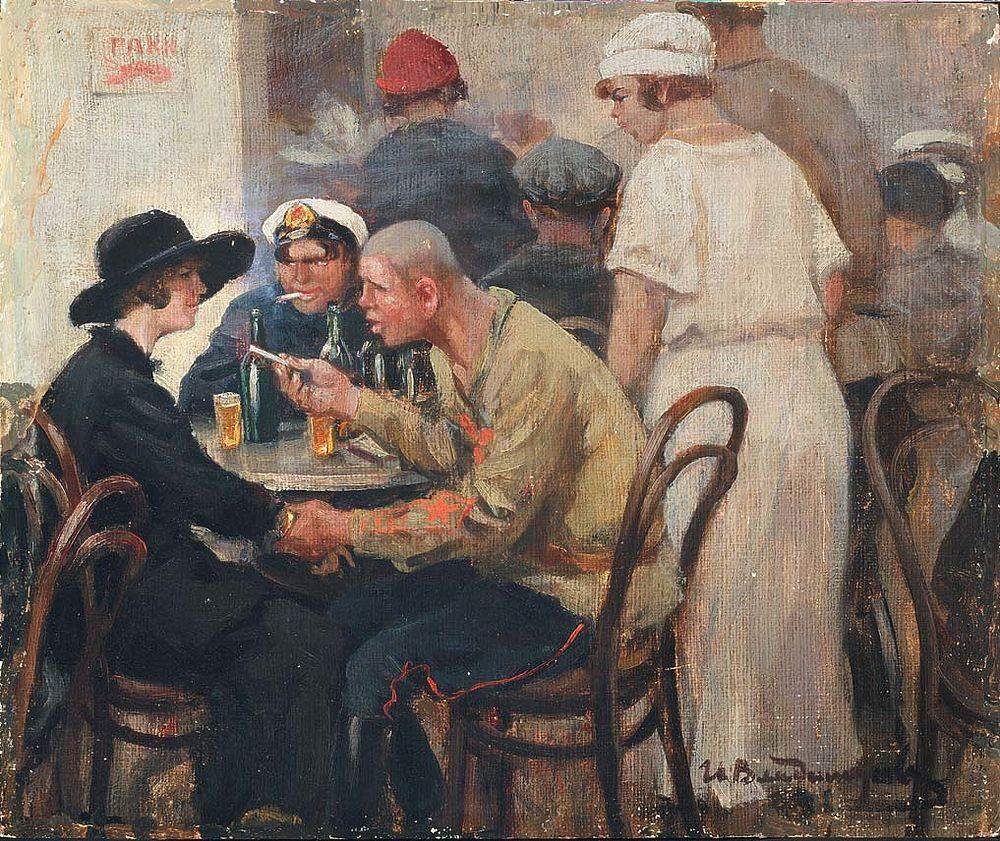
Картина Ивана Владимирова, 1921 год

Современники замечали, что общественная жизнь в ресторанах и кафе в целом была схожей с той, что была до революции. Лакеи вели себя, как в дореволюционное время. Рестораны были разнообразными, некоторые из них специализировались на подаче национальной кухни.
В ресторанах сохранялись старые меню и формат обслуживания, а в кабаках люди пьянствовали и устраивали массовые веселья. В моду снова вошла забытая за годы гражданской войны «живая музыка». В названии блюд шла мода на иностранные или экзотические названия, например «Андрейкот» или «Уфбрули». Серьёзная проблема была связана с массовым хищением ложек и вилок, как дефицитных товаров. Для борьбы с этим предпринимали разные меры, например брали шапки под залог.
Государство пыталось всячески контролировать и ограничивать ресторанный бизнес, даже при том, что в эпоху НЭПа он приносил казне неплохие доходы. Рестораны рассматривались, как злостные рассадники морального разложения, само слово «ресторан» считалось буржуйским. Особая проблема складывалась с массовым пьянством, часто пиво продавали в запрещённых на то местах — чайных, столовых, кипяточных. Многие посетители приносили собственные бутылки с алкоголем, мешая с местным пивом или лимонадом. Подобные заведения назывались «живопырками».
Как альтернативу ресторанам, при поддержке государства начали массово открываться столовые при заводах, идеологически правильными альтернативами ресторанов были учреждения Нарпита. К 1926 году в Ленинграде насчитывалось 84 кооперативных столовых, так как столовые должны были составлять конкуренцию ресторанам, помещения столовых украшались, ремонтировались, искали лучших поваров. В столовых ощущалась постреволюционная эстетика, отдельные столики, как пережиток буржуазии не поощрялись, поощрялись обеды за длинными столами, для укрепления коллективного быта. При столовых открывались биллиарды, шахматные кружки, библиотеки. Еда в столовых была дешёвой и поэтому столовые работали в убыток. Чтобы покрыть расходы, вечером столовые превращали в пивные. Советская пропаганда призывала отказываться от домашнего быта, готовки на кухне, называя это пережитком частной собственности и мещанства.

## Присталинском правлении
Вместе со сворачиванием новой экономической политики давление на рестораны заметно усилилось к концу 1920-х годов, вначале социалистическая власть заставила работников ресторанов отказаться от «буржуазной» атрибутики, например французских названий блюд. Затем были подняты налоги настолько, что в городе закрылось большинство ресторанов, государство начало устанавливать контроль над общественными заведениями, положив конец эпохи ресторанного бизнеса, зарождённого в Российской империи. 

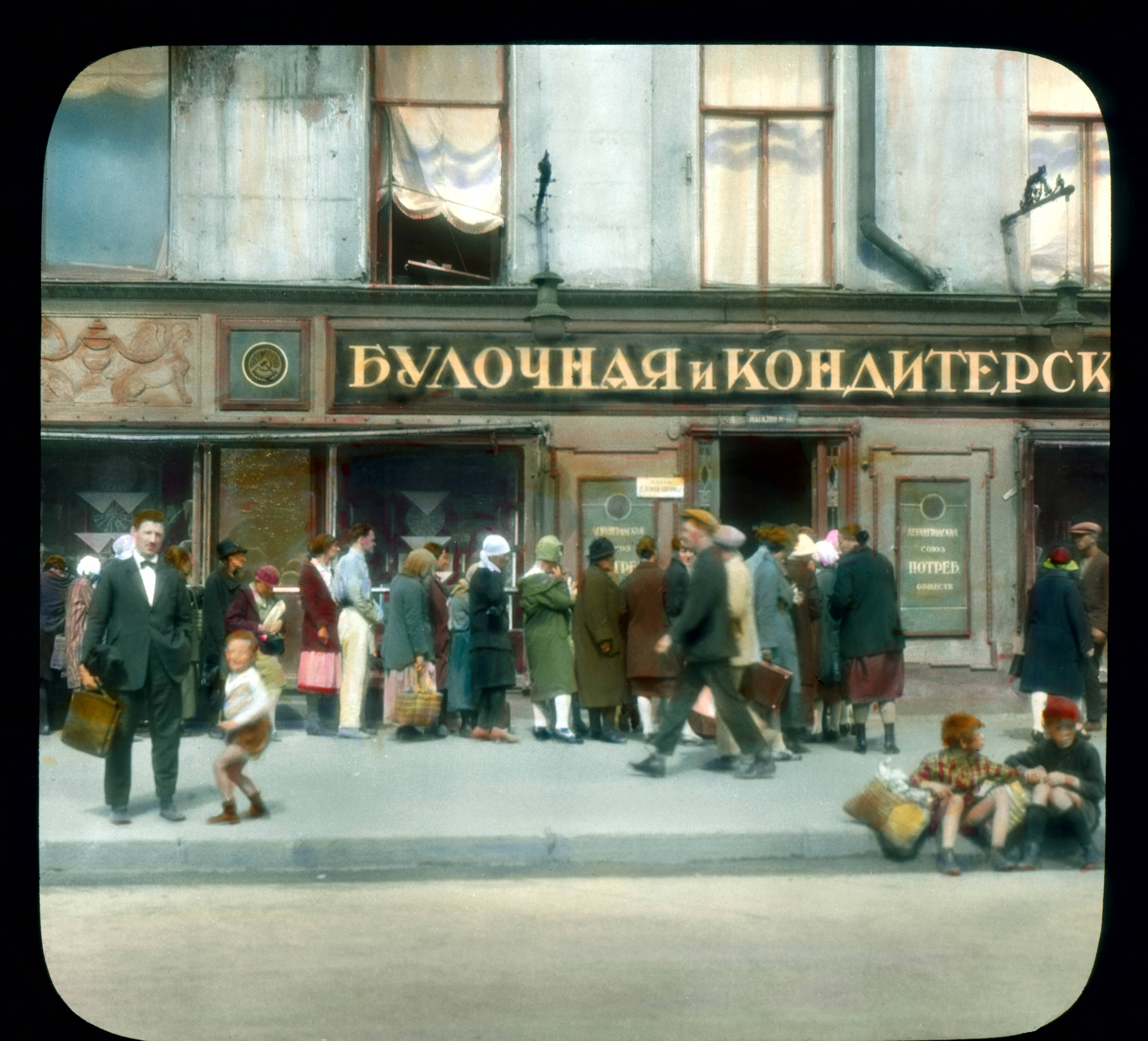
Очередь в кондитерскую лавку, 1931 год, Невский проспект

В Ленинграде была введена карточная система для посещений столовых. В коммерческих ресторанах вводились ограничения, например в ресторане «Европа» посетителю дозволялось употреблять до трёх килограммов мяса в месяц. В оставшиеся рестораны в вечернее время выстраивались длинные очереди. Деятельность оставшихся ресторанов оживилась во второй половине 1930-х годов, снова открылось кафе «Север». Остатки старой ресторанной культуры исчезли во время блокады Ленинграда. В советскую эпоху лишь единицы из старых заведений общепита продолжали своё существование, например кафе «Доминик».
Основная общественная жизнь вместе с заведениями общественного питания в условиях социалистического режима развивалась в Москве, а Ленинград наоборот приобретал черты провинции. В рамках социалистической идеологии государство стремилось приучить граждан питаться не дома, а в столовых, освобождение женщин от стряпни на кухне позволяло привлекать к работе большее количество женщин. В городе создавалось множество столовых, они играли важную роль в борьбе с массовым городом, разразившемся в годы первой пятилетки и обеспечивали население пропитанием. Проводились эксперименты с самообслуживанием. Так или иначе почти каждый житель Ленинграда питался один или два раза день в столовой.

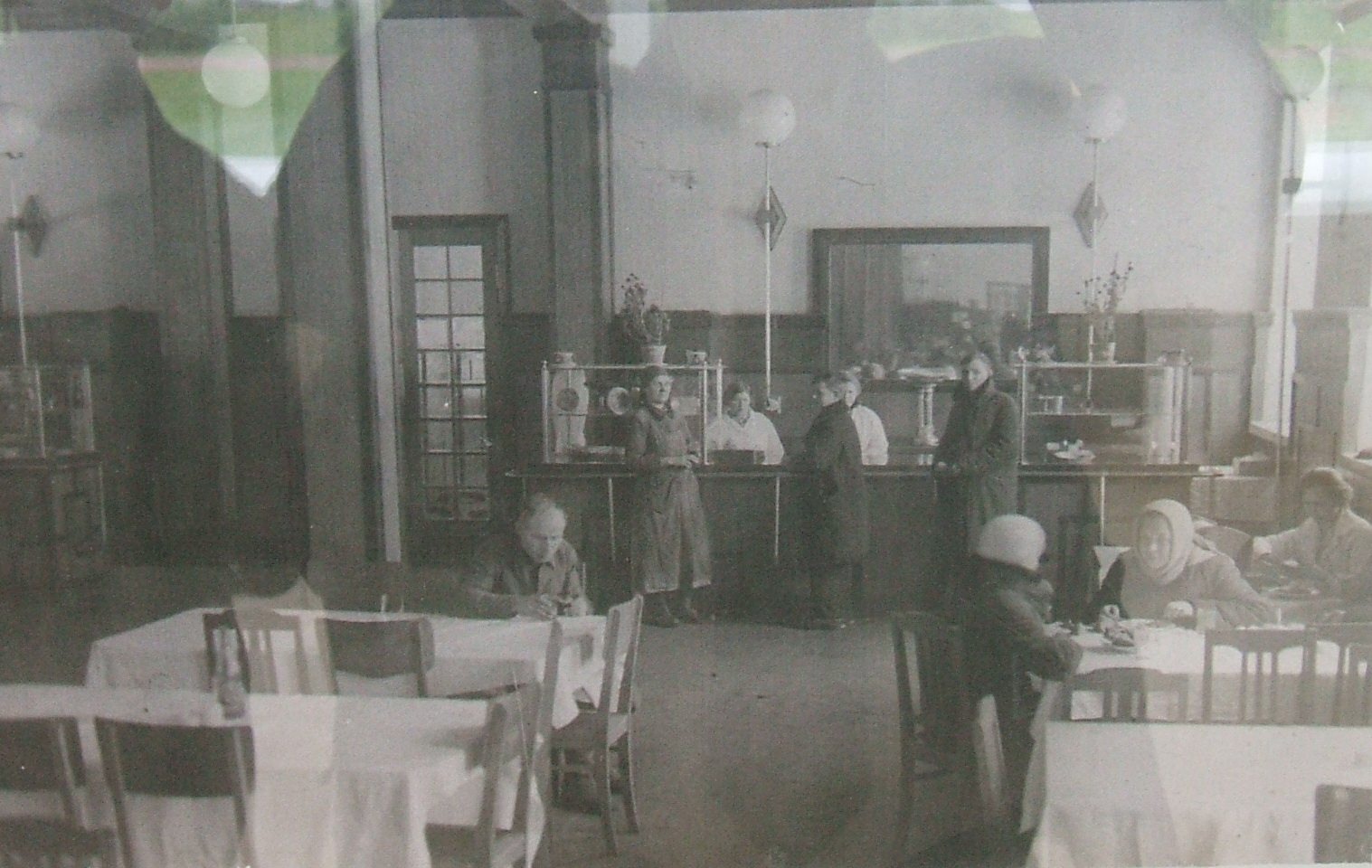
Столовая инструментального завода в 1938 году, Сестрорецк

В 1936 году в городе числилось 2011 заведений общепита, из которых 951 были «производственными» — фабрики-кухни, заготовительные столовые, кафе, чайные и рестораны. При этом только 12 из этих заведений были открытыми, то есть доступными для свободного посещения, остальные 1060 заведений были распределительными — распределители, буфеты, магазины полуфабрикатов, тележки, киоски, лари. Заведения в подавляющем большинстве были закрытыми и обслуживали работников или сотрудников учреждений или фабрик, в которых они располагались. Такая система общепита была неэффективной, так как подобные заведения работали подолгу, были слабо загружены и от чего рабочий день работников общепита растягивался, провоцируя лишние денежные траты на содержание таких столовых. Культура обслуживания в закрытых столовых была как правило чрезвычайно низкой, помещения были грязными. Несмотря на закрытость точек общепита, часто такие заведения оставались открытыми и туда могли войти случайные люди.
Хозяева столовых стремились бороться с такими «прихлебателями», была проведена реорганизация Ленгоснарпита и организация по повышению качества работы в столовых, расширению разнообразия блюд и внедрению новых форм обслуживания, вроде доставки пищи на дом. Тем не менее качество блюд в целом оставалось неудовлетворительным, меню в столовых было однообразным, в еде могли встречаться посторонние предметы. Частые жалобы поступали из-за хамского поведения работников общепита. В столовых наблюдалась текучесть кадров из-за низкой подготовки и плохой зарплаты.

### Преобразование общепита в период сталинского неонэпа

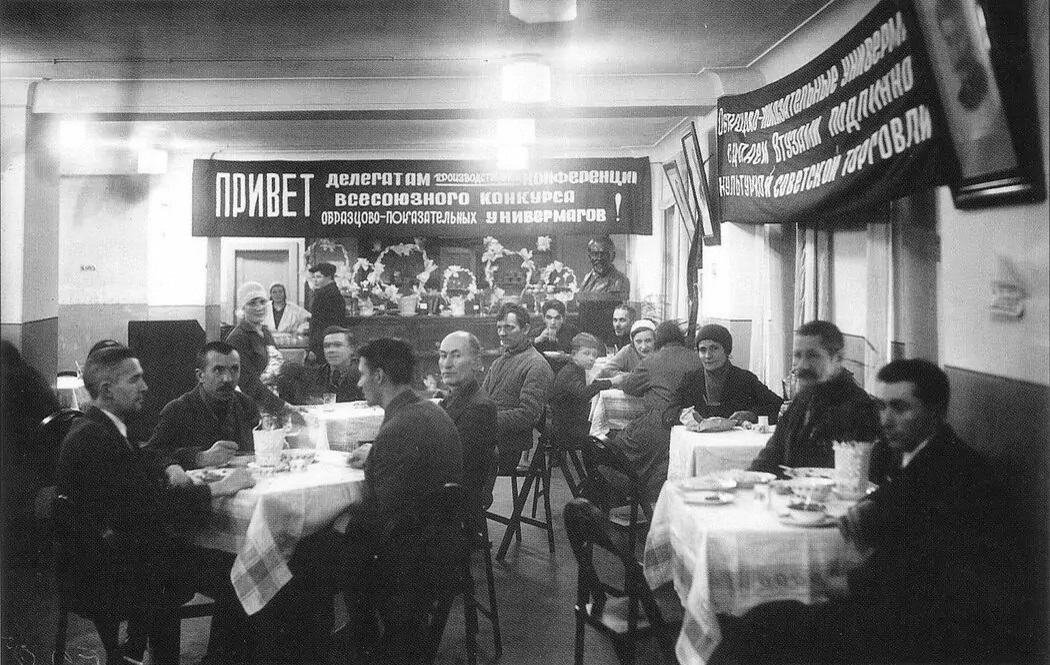
Делегаты всесоюзного конкурса образцово-показательных универмагов в столовой Пассажа, 1933 год

Вместе с отменой карточной системы[когда?] в Ленинграде открылось множество общедоступных столовых, буфетов и кафе — если в начале 1935 года их количество стравляло только 48, то к концу года выросло до 281, к середине 1936 года работало уже 323 открытых заведения общепита, тем не менее сформированная система общепита столкнулась с кризисной ситуацией. Вместе с отменой карточной системы было решено реорганизовать закрытые заведения общепита в общедоступные, реорганизация методики ценообразования привела к резкому скачку стоимости обедов, от чего люди стали реже покупать блюда и столовые понесли массовые убытки. С появлением большего количества продуктов на рынке люди стали реже посещать рестораны[уточнить] и предпочитали самостоятельно готовить еду и питаться дома, указывая на слишком плохой сервис в столовых, в итоге политика по отучению населения от кухни в пользу столовых оказалась проваленной.
К началу 1940-х годов стационарная сеть Ленгоснарпита стремительно сокращалась из-за малой посещаемости и массовых убытков. Чтобы спасти оставшиеся столовые от закрытий, в них были организованы подсобные производства — колбасы, копчёностей, уксуса, хрена итп. Многие столовые перепрофилировались в магазины, такие заведения получали хорошие доходы с продажи весовых товаров и полуфабрикатов и сбывали их через магазины райпищеторга. Столовые-«магазины» даже начинали конкурировать между собой, что было феноменом в условиях жёсткой плановой экономики, и они начали сбывать товары за пределы Ленинграда вплоть до Дальнего Востока. Разумеется это привлекло отрицательное внимание властей, обвинивших заведения общепита в предательстве идеи обеспечивать пропитанием рабочих в пользу «спекулятивного торгашества». Вышеописанные явления распространялись и в других советских метрополиях, и данное явление некоторыми исследователями также называется «сталинским неонепом».  

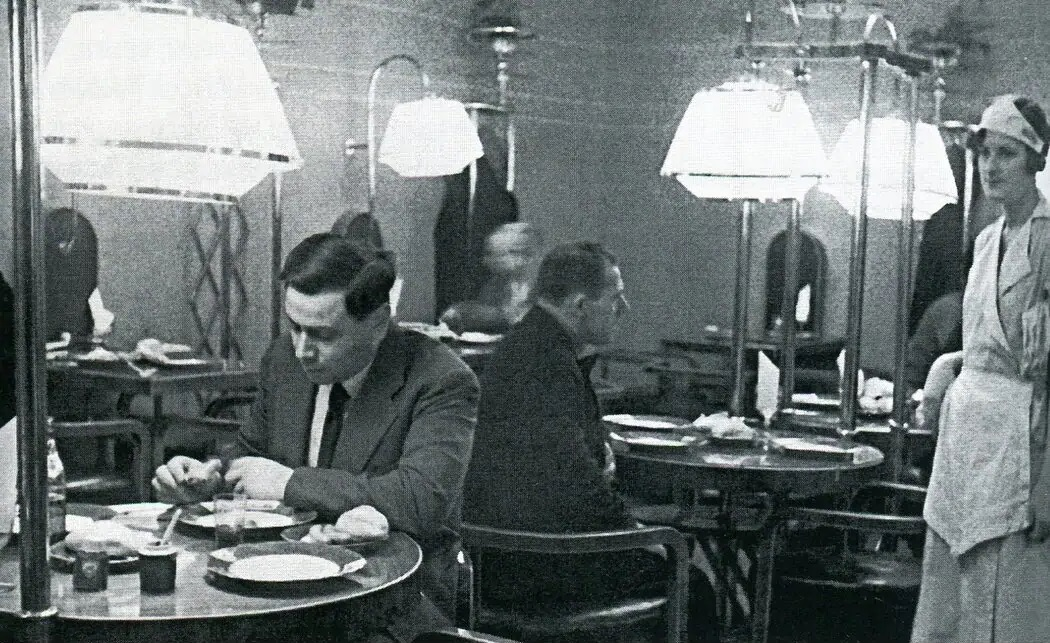
Образцовая сосисочная в доме 114 по проспекту 25 Октября, 1936 год

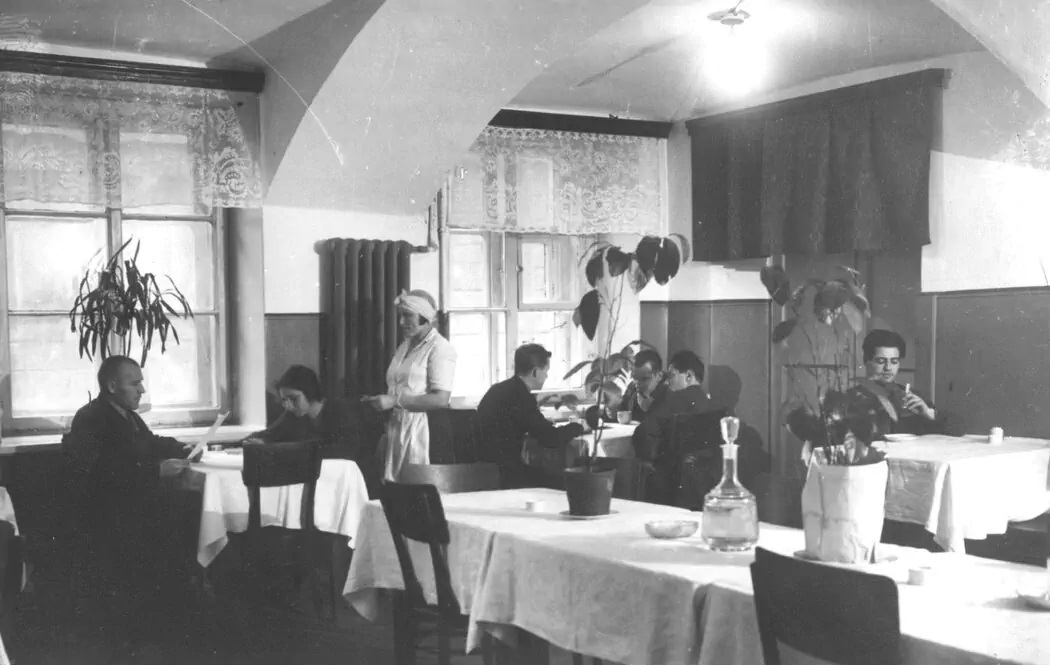
Столовая института ИТМО, 30-е годы

Многие точки общепита в поисках дополнительных доходов организовывали у себя пивные, их количество начало неуклонно расти вместе с ростом денежного благосостояния граждан. Только на Международном проспекте насчитывалось 30 заведений, где подавали алкоголь. Они превращались в злачные места, места встреч уголовников и очаги хулиганства, где также велись азартные игры. Многие пивные заведения открывались у школ, вопреки существованию прямого запрету на это. Рост продажи алкоголя согласовывался с политикой государства, почти не ограничивавшего продажу алкоголя, имея с этого неплохие доходы.
Многие ранее приличные столовые, кафе и чайные превращались кабаки, это провоцировало общественное волнение в Ленинграде, посыпались обвинения в сторону Ленгоспарпита, главным образом в сторону его начальника П. А. Быкова. В рамках рейда редакции газеты «Смена» были установлены многочисленные случаи продажи алкоголя детям, в итоге в 1937 году 185 пивных заставили перепрофилироваться в продовольственные магазины. В 1938 году было возбуждено уголовное дело в отношении управляющих Ленгоспарпита по статье за спекуляции, из-за организации вместо столовых оптовой торговли за пределы Ленинграда, и по сфабрикованной статье за шпионаж в пользу антисоветских правых сил.
В 1938 году началась повторная реорганизация системы общепита, ставилась цель возродить систему общественного питания и восстановить работу раннее закрытых столовых и значительно ограничить оптовую продажу в столовых, тем не менее проблема качества обслуживания по прежнему оставалась неудовлетворительной. Нараставший кризис в связи с Советско-Финской войной качество обслуживания к столовых падало на фоне роста цен на блюда и массовых хищений продуктов работниками общепита. Были закрыты фабрики-кухни, как нерентабельные.

## Оттепель
В 1950-е и 1960-е годы в Ленинграде была значительно расширена сеть предприятий общепита. Заведения начали оборудовать холодильниками и другим электронным оборудованием, их оснащали большим количеством кухонной продукции, в столовых улучшилось качество питания и обслуживания. В городе открывались новые столовые и расширяли старые. На фоне роста благополучия населения, начала развиваться культура питания, составлялись не только нормы калорийности пищи, но и соотношение белков, жиров и углеводов. Выпускались книги о здоровом и рациональном питании
Однако во многих заведениях продолжали жаловаться на низкое качество блюд и хамство персонала, молочные и овощные блюда готовились редко. Для улучшения качества обслуживания привлекались контролёры и члены профсоюзов. Для снижения стоимости блюд работники столовых организовывали подсобные хозяйства, например разводили животных или устраивали огороды в пригородных совхозах и колхозах. В 1959 году в среднем на один район приходилось около 116 столовых, ресторанов или буфетов, также было несколько чайных и фабрик-кухонь. Всего в Ленинграде в 1959 году имелось 3305 заведений общепита. Многие ленинградцы могли себе позволить позавтракать, обедать и ужинать в заведении общепита..
В типовых новостройках первые этажи отводились под продовольственные магазины, столовые и кафе. В середине 1950-х годов в рамках эксперимента начали открывать буфеты без продавцов, где люди самостоятельно брали блюда и оставляли деньги, однако из-за частых краж, такие заведения просуществовали до середины 1960-х годов. 
В Ленинграде также планировалось открыть множество домовых кухонь в районах новостроек, где готовили обеды на дом, в продажах также имелись изделия мясной кулинарии, пироги, кондитерские товары. Домовые кухни задумывалось открыть во всех новостройках, предполагалось, что жители этих домов будут спускаться по лестнице и покупать себе еду. Однако, с 1960 по 1963 года было открыто всего 19 домовых кухонь; самая крупная из них площадью в 500 квадратных метров располагалась на улице Герцена 14. 
Для улучшения уровня обслуживания среди заведений общепита проводились социалистические соревнования за лучшее обслуживание и обстановку. Для решения проблемы перегрузки столовых в «час пик» открывали небольшие кафе, булочные и кондитерские. Чтобы оптимизировать работу в заведениях общепита, многие из них перешли на продажу полуфабрикатов, в 1959 году таким образом перепрофилировалось 375 столовых, а к 1960 году — уже 900. Для этого налаживалась работа фабрик-кухонь и механизированных столовых, а позже полуфабрикаты поставляли мясо- и рыбокомбинаты. В столовых для быстрого обеда подавались так называемые концентраты из блюд с использованием мяса, сушёных овощей и кукурузных изделий. Распределение заведений общепита было неравномерным, от его недостатка страдали жители новостроек.

## Поздний советский период

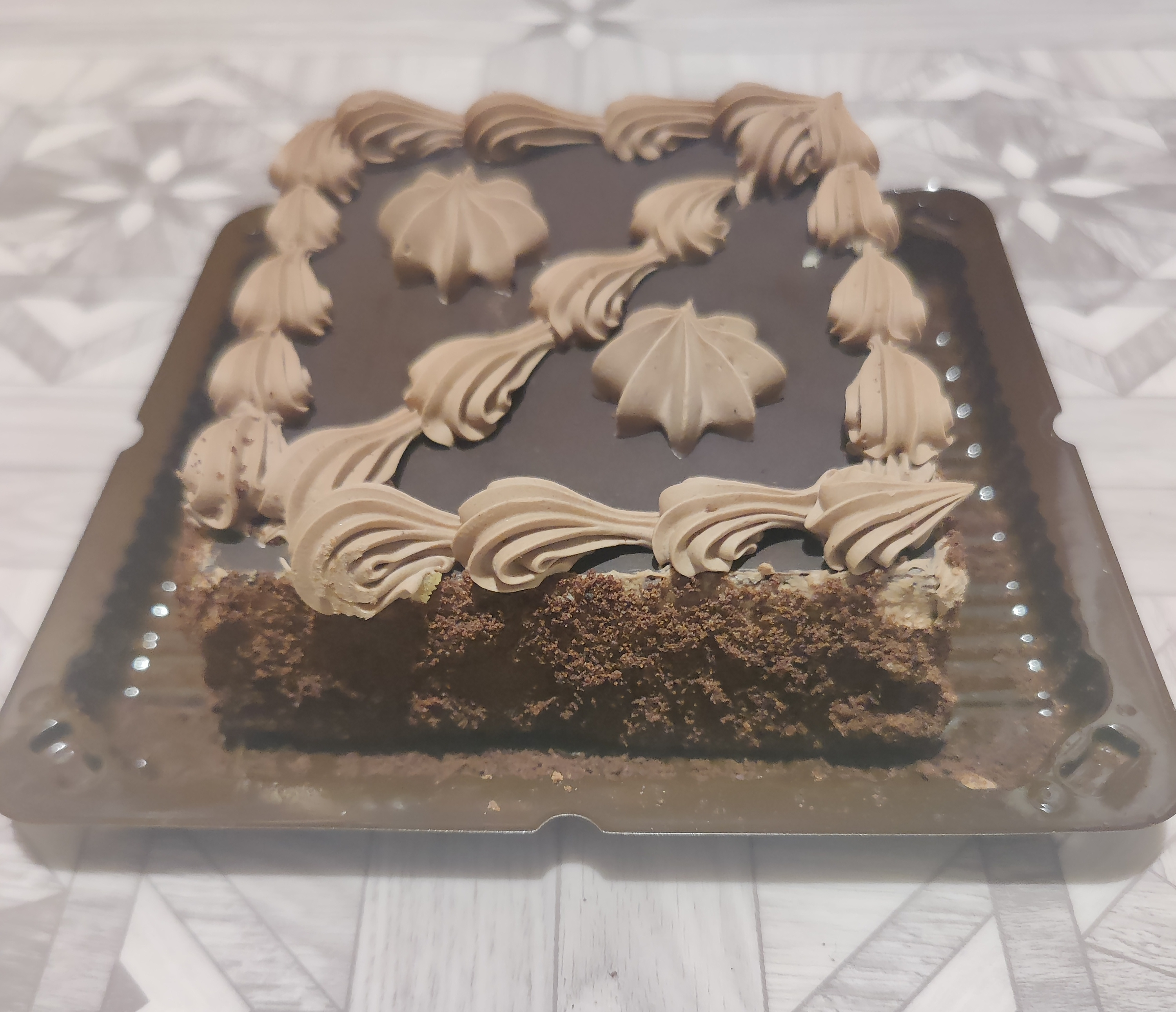
Ленинградский торт, выпускавшийся с 1951 года

В Ленинграде были распространены столовые или «общепиты», так как они воплощали социалистическую идею всеобщего равенства. Большинство жителей Ленинграда питалось в столовых, которые были при общественных, школьных и рабочих заведениях. Столовые выглядели одинаково. Они считались самыми низкими по классу заведениями общественного питания. Особенность столовых заключалась в том, что в них подавался ограниченный набор готовых горячих и холодных блюд. Почти все столовые закрылись после развала СССР.
Советская культура общепита начала развиваться во второй половине XX века вместе с оттепелью, хотя рестораны оставались редкими и недоступными заведениями, в Ленинграде стали открываться кафе и кондитерские, ставшие центрами общественной жизни для многих ленинградцев.

### Рестораны

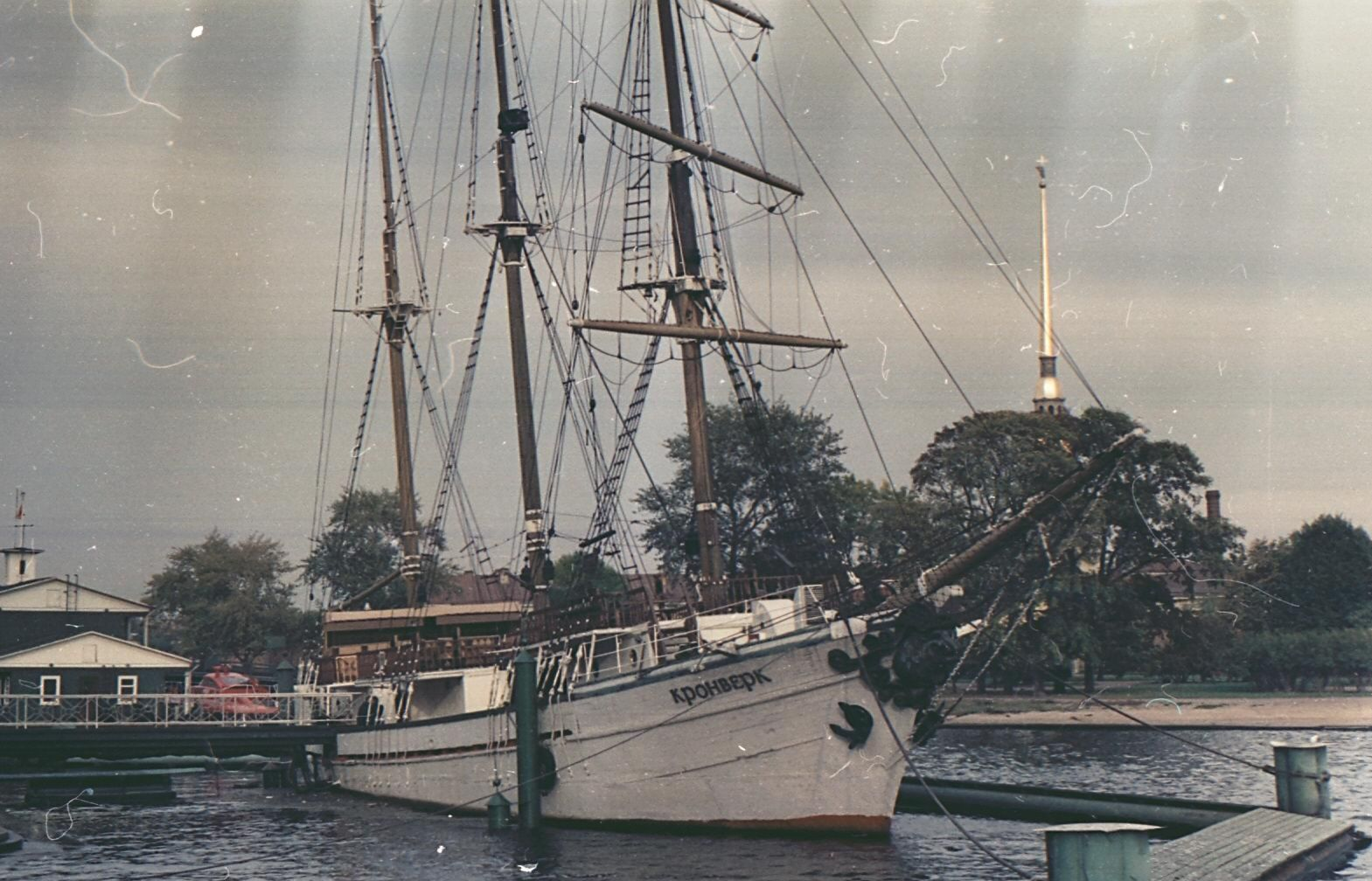
Ресторан «Кронверк», 1983 год

В Ленинграде было сравнительно мало ресторанов. В 1967 году в Ленинграде был 41 ресторан, а в 1989-м — 83, что крайне мало с учётом населения города. Многие из них были ресторанами при гостиницах, предназначенными для иностранцев. Десяток ресторанов располагалось на Невском проспекте и по одному — два, в остальных районах города. 
Доходы ресторанам обеспечивала продажа алкоголя «из-под полы» и организация выступлений известных музыкантов (так, среди музыкантов, выступавших в ленинградских ресторанах — Эдуард Хиль).

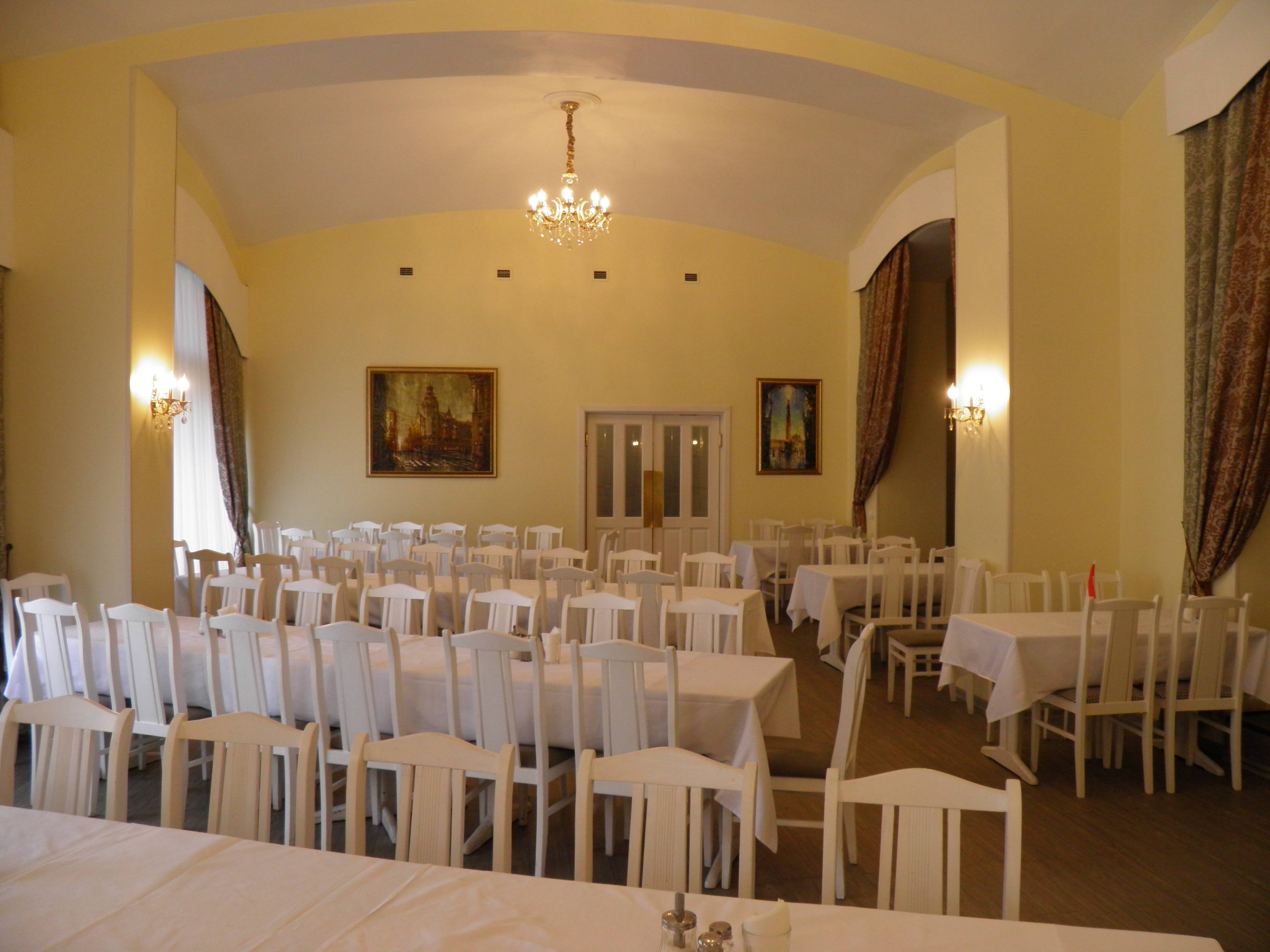
Ресторан на Садовой 55/57 советского образца

Попасть в ресторан было сложно, для этого требовалось договариваться и давать взятки швейцарам, метроделам и официантам. Рестораторы оценивали платёжноспособность посетителей и решали, впускать их или нет. В час пик у ресторанов образовывалась очередь без гарантий попадания внутрь. Швейцары никогда не допускали полной заполненности ресторана, чтобы пропускать без очереди «важных» посетителей. Место в ресторане надо было заказывать за несколько недель. При этом, так как почти все люди пытались попасть в ресторан вечером — днём и утром они были пустыми и туда можно было беспрепятственно попасть. 
Посетители не могли ссориться с официантами, в противном случае из переставали впускать. Уровень обслуживания был неудовлетворительным. Официанты могли повторно подавать недоеденные блюда другим посетителям.
Работники ресторанов считались особой профессией, они зарабатывали много денег благодаря чаевым. Попасть на работу в ресторан можно было только через связи.
Так как цены на блюда были фиксированные, они были не дорогими. При этом лишь несколько ресторанов предлагали первоклассный сервис, например «Садко» или «Москва» с «Метрополем», где сохранялось дореволюционное убранство. Другие известные рестораны — «Баку» или «Демьянова уха» — главный рыбный ресторан в Ленинграде.

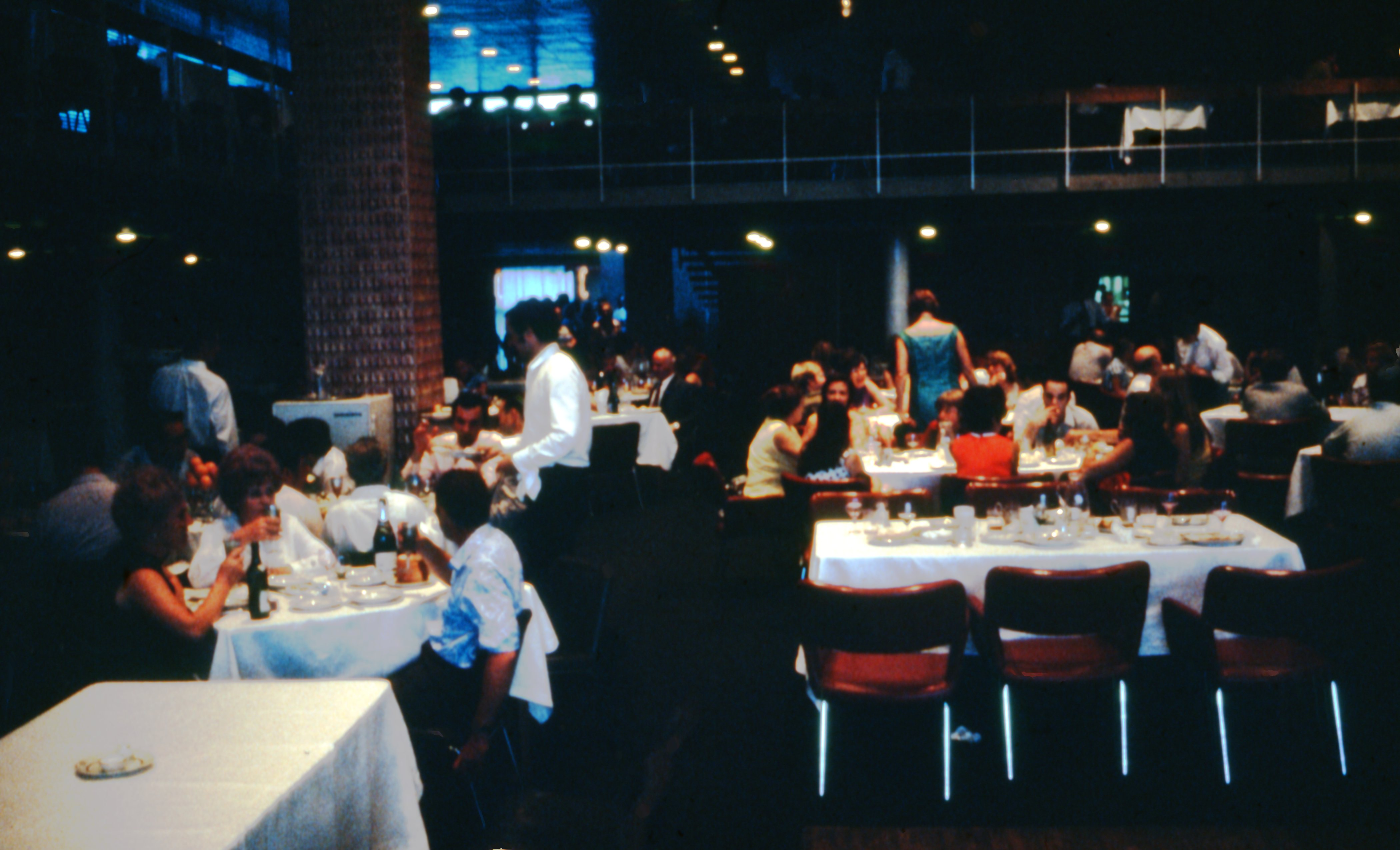
Посетители неизвестного ленинградского ресторана, 1975 год

Большинство остальных ресторанов выглядели скромно и зачастую в них отсутствовал сервис, наоборот, валютные рестораны, недоступные местным жителям, выделялись лучшим качеством обслуживания. 
В ресторанах подавались в основном стандартизированные блюда, типичные для советского общепита, хотя некоторые рестораны предлагали фирменные кушания. Для ленинградцев это не было важно, так как смысл похода в ресторан заключался в том, чтобы отметить важное событие в компании. Иностранцы, посещавшие ленинградские рестораны, как правило, оставались разочарованы высокими ценами и низким качеством.
Некоторые рестораны обладали своей неповторимой стилистикой, что было особым исключением на фоне всеобщей стандартизации советских заведений общепита; в некоторых ресторанах выступали оркестры, известные музыканты. В некоторых заведениях «из-под полы» предлагали алкогольные напитки, в заведениях такого типа обязательно присутствовала живая музыка, где играл оркестр или певцы и музыканты исполняли хиты. 
Рестораны брежневской эпохи связаны с развитием музыкального бизнеса большой эстрады, так как ограниченные в своих гастролях и доходах музыканты начали давать множество концертов в ресторанах. Богатые посетители заказывали у музыкантов песни. Деньги, заработанные музыкантами в ресторанах назывались «карасями».
Поход в ресторан для ленинградца ассоциировался с праздничными событиями — свадьбой, юбилеем, днями рождения итп. Рестораны также посещали группы студентов в честь событий, вечеринок и чтобы завести новые знакомства. Постоянными посетителями были фарцовщики, командировочные и кавказцы. Для празднеств было принято посещать ресторан при гостинице «Астории» или кондитерскую «Север». В Ленинграде рестораны не ради празднеств посещали только представители творческой интеллигенции — художники, архитекторы, писатели, журналисты, актёры и кинорежиссёры. Простые же ленинградцы избегали посещения ресторанов вне празднеств не только по экономическим, но и психологическим причинам, так как посещение подобного заведения считалось претенциозным.
Рестораны в Ленинграде в 70-е годы стали открывать и люди, разбогатевшие на теневой экономике. Такие рестораны были рассчитаны на «своих» посетителей, там также играла блатная музыка, например это был ресторан «Эльбрус» на Лиговском проспекте.

### Кафе, буфеты и кондитерские

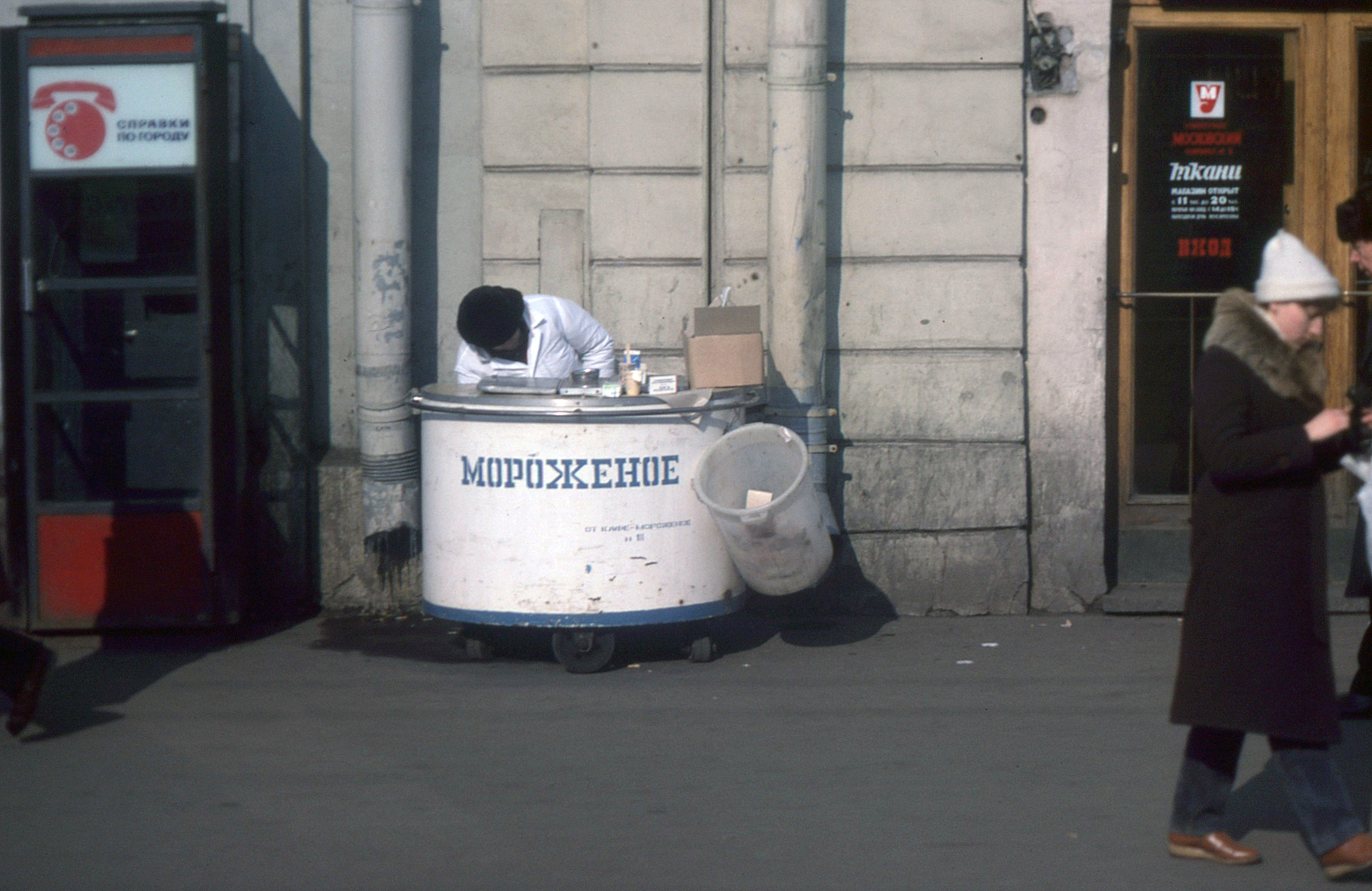
Продавщица мороженного на Невском, 1984 год

В городе работали кафе и буфеты, это были более распространённые и доступные заведения, нежели рестораны. В них было более ограниченное меню, чем в ресторанах, также не подавалась водка. Их количество было относительно не велико, но начало расти с 1960-х годов. Если в 1967 году таких заведений было 55, в 1968-м году — уже 76, а в 1988—238. Этому способствовала советская политика, запустившая движение по популяризации «молодёжных кафе», организуя место досуга для молодого поколения, где не подавались крепкие напитки. По задумке кафе должны были выполнять роль артистических салонов, где дворцы культуры должны были организовывать культурно-просветительские мероприятия. Тем не менее многие кафе превратились в рассадники контркультуры. Разные сообщества избирали определённые кафе основными местами своих встреч. Ленинградские кафе стали одним из центров общественной жизни среди интеллигенции и главными местами для поиска единомышленников. Культовым заведением в советском Ленинграде было кафе «Эльф» на углу Стремянной и Дмитровского переулка, ставшее в конце 1970-х годов главным местом встреч субкультур хиппи и рокеров и других поклонников андерграундных движений. Другим культовым местом было кафе «Сайгон», где неформальные культурны, а также городские художники, писатели и музыканты, придерживавшиеся нонконформистских взглядов, начали собираться уже в 50-е годы. Представители творческих профессий предпочитали посещать определённые кафе-заведения, оборудованные под нужды их кругов. Так, в Ленинграде существовали «Дом писателей» на Звенигородской 22 и «Дом Актёра» на Невском проспекте 86. В Кафе при киностудии «Ленфильм» собиралась элита кинематографа.

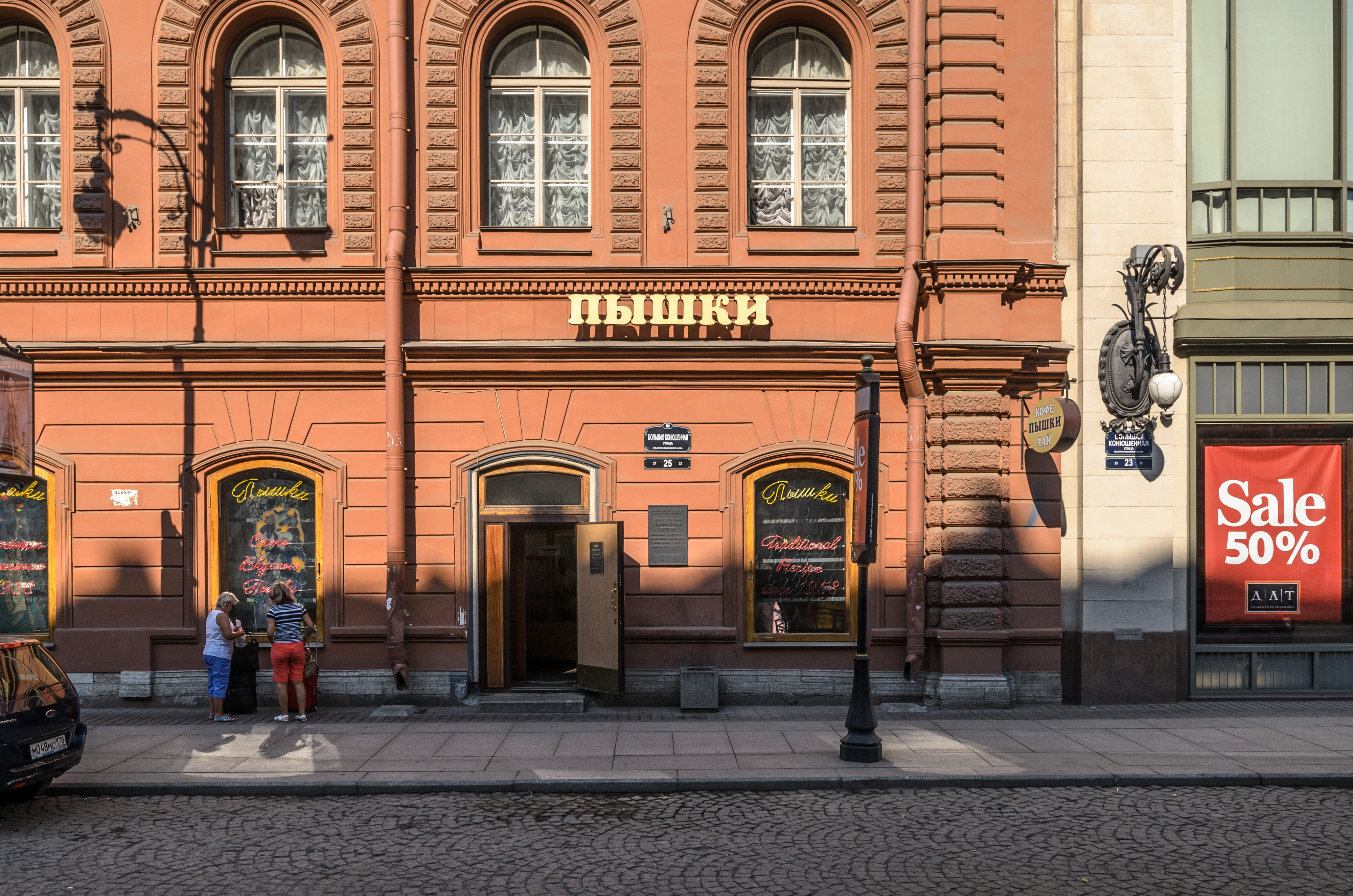
Пышечная на Большой Конюшенной улице

В отличие от ресторанов, кафе и кондитерские были оформлены однотипно, помещения зачастую пребывали в неухоженном состоянии. Именно кафе стали основными заведениями социального взаимодействия в поздний советский период. Такие заведения часто были переполнены и в самые популярные заведения стояли очереди, их особенно любили представители богемы и контркультуры.
Буфеты в отличие от кафе считались более низкоразрядными, в них не было разносчиков и продавалась уже готовая и разогретая еда. Как правило в кафе можно было заказать чай, кофе и сладости. Тем не менее деление на кафе и буфеты часто было условное, так как в Ленинграде имелись буфеты с лучшим уровнем обслуживания, чем кафе, и наоборот. Самыми известными ленинградскими кафе-заведениями были «Маяк» или «Север» с «Нордом», где можно было купить кондитерские. Большой популярностью пользовалось кафе-мороженица «Лягушатник». Ни один советский город не мог похвастаться подобными заведениями и в таком количестве, делая Ленинград неформальной столицей кафе в СССР. К кафе также причисляли отдельный тип заведений, похожий больше на кафе французского образца, где подавали напитки и можно было перекусить. В 1960-е годы в кафе стали массово закупать кофеварки в свете установления дипломатических отношений Советским Союзом с африканскими странами, которые начали поставлять в страну зёрна кофе.
В Ленинграде также были распространены небольшие заведения, где подавалось кушание одного вида, такие заведения носили имена этих кушаний. Например большой популярностью в городе пользовалась сеть пышечных лавок (в то время, как в остальных городах СССР пышки стали называть пончиками, из-за допущенной ошибки в популярной кулинарной книге «О вкусной и здоровой пище», в Ленинграде сохранилось старое название кондитерского изделия). Со временем пышки стали частью городского бренда. Широкое распространение получили многочисленные «пирожковые», где продавали выпечку по русским рецептам, были также «блинные» и «пельменные». В Ленинграде также стали открываться «чебуречные» лавки (к 1988 году в городе имелось 22 таких заведения) и всё большей популярностью пользовались «шашлычные». Вскоре горожане завели моду на жарку шашлыков на отдыхе. 
В 1989 году ливанцами на Невском было открыло кафе «Шаверма», сделавшись крайне популярным заведением, с этих пор среди Петербуржцев завелась традиция называть блюдо шавермой, а не шаурмой, как в остальных городах.

### Бары и пивные
Алкоголь употреблялся часто и был крайне популярен у посетителей общественных заведений, в том числе и в кафе, где не продавали напитки, однако посетители при внегласном позволении работников приносили собственные напитки. Спиртное употребляли почти всегда мужчины, так как употребление спиртного для женщины выходило за устоявшиеся нормы приличия, женщины изредка выпивали в приличных питейных заведениях по приглашению. 
В Ленинграде особую славу приобрёл дегустационный зал «Нектар», находящийся внутри музея истории алкоголя. Во время введения сухого закона Горбачёвым, государство предпринимало разные ограничительные меры в отношении пивных, например установление ограждений.
В Ленинграде среди взрослого населения особой популярностью пользовались рюмочные, при этом это стало локальным явлением на фоне популярности пивных в остальных советских городах. Особенность рюмочных заключалась в способе подачи спиртного стаканами. Самая знаменитая рюмочная «Щель» располагалась рядом с «Англетером» и «Асторией». В 90-е, вместе с появлением многочисленных баров, рюмочные заведения почти исчезли. В городе во второй половине XX века в самом центре также было открыто много баров и пивных, где подавали вина или пиво. Такие заведения пользовались популярностью у золотой молодёжи и студентов. Существовала особая категория винных баров — «разливухи», там сложился особый этикет, где заказывать вино в разливе с коньяком и шампанским было принято на всю группу. В «Разливухах» были особо тёмные и душные помещения, делая их по духу похожими на таверны. Подаваемые напитки не отличались качеством и назывались «гнилью».
Территория вокруг сквера с памятников Пушкина на Пушкинской улице стала злачным метом, где во время сухого закона можно было достать разбавленный водой спирт — «шило». Здесь в 70-е и 80-е годы любили собираться представители ленинградской неформальной культуры. Рядом со сквером стали открываться рюмочные и бары, позже это место станет одним из крупнейших барных центров города. Некоторые бары стали местами встреч для неформальных культур, например эти были бары «Пушкарь», «Жигули» или «Камчатка», которую посещали Виктор Цой и Александр Башлачев.

## 1990-е годы
После распада СССР многие заведения общественного питания, не приспособившись к реалиям рыночной экономики исчезли. Ещё в конце 1980-х годов многие точки общепита стали заменяться кафе и ресторанами нового формата, подражая европейскому стилю или советскому представлению о западном стиле. Первые частные рестораны принадлежали кооперативам и мало отличались от заведений советского общепита. В начале 1990-х годов в центре города стали появляться первые фешенебельные рестораны, стремившиеся по качеству равняться на советские валютные рестораны. 

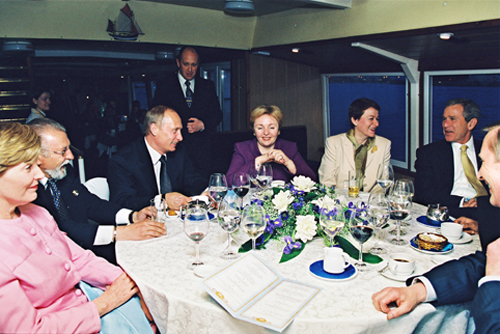
Владимир Путин и Джордж Буш обедают в ресторане-теплоходе «Нью Айленд», их обслуживает Пригожин

Несмотря на переход на рыночную экономику, общее обнищание населения не позволяло развить массовый ресторанный бизнес, в Петербурге действовали немногочисленные, но известные, часто советские рестораны, такие как например «Демьянова уха». Заведения открывались часто на месте старых заведений общепита и новые владельцы стремились уничтожить в заведениях всё, что ассоциировалось с советским периодом, в итоге к 2010-м годам в городе осталось лишь несколько десятков заведений, сохранивших советский колорит.
Ресторан «Подворье» был особенно известен своими визитами представителей первых российских лиц. Самым престижным рестораном у золотой молодёжи был Сенат-бар на месте будущего конституционного суда. «Швабский домик» у метро «Новочеркасская» предпочитали посещать бизнесмены и депутаты от правящей партии. Другие фешенебельные рестораны — ресторан «Диана» на Садовой, клуб «Акватория» на Ушаковской набережной и «Плаза» на стрелке Васильевского острова. Многие рестораны становились местами знаменитых покушений криминальных авторитетов. На Невском проспекте также открылись рестораны для иностранцев, стремившиеся имитировать советский колорит. Уровень ресторанного бизнеса заметно вырос к концу 1990-х, в Петербурге начали появляться рестораны, специализировавшиеся на разной национальной кухне, в Петербурге открывались китайские рестораны. В городе свои заведения открывали арабы и индусы, которых крышевали чеченские ОПГ, например арабский ресторан «Магриб» на Невском. В случае невыплаты дани, работников ресторанов похищали. Чеченцы, армяне и азербайджанцы открывали собственные заведения, в некоторые из которых могли пускать только земляков. Самым известным был ресторан «Микки» на Октябрьской набережной.
Значительная часть заведений питания в 90-е годы состояла из ночных клубов. Также большой популярностью пользовались бары, где выступали рок-группы. Самым известным баром 90-х был «Циник», где выступали например «Ленинград» или «Markscheider Kunst». Другое культовое заведение — бар «Окоп» стало главным местом встречи нового поколения петербургских историков, философов и прочих учёных гуманитарных наук. В Петербурге продолжали работать или открывались заведения, предназначенные для художников и музыкантов — нонкорформистов. Многие подвальные кафе были заменены заведениями американского фастфуда.
Новая Петербургская элита, состоявшая из членов организованных бандитских группировок открывала в центре элитные кафе, рестораны и бары, для которых был характерен особый китч. Рестораны часто становились основными местами торжественных сходок у бандитов и воров в законе. Каждый крупный бандитский клан стремился открыть собственный ресторан, устраивая там основное место сбора. Многие будущие криминальные авторитеты работали в прошлом в сфере обслуживания и питания. Одним из самых популярных у бандитов мест был ресторан «Тихая жизнь» на проспекте Энергетиков, там же органы милиции устраивали постоянные рейды. Крупнейшие в Петербурге опг могли владеть несколькими ресторанами, самым известным рестораном, принадлежавшем «Тамбовцам» были «Голливудские ночи» на Невском. Ресторан также посещали чиновники и там постоянно выступали звёздный артисты. Так как в данном ресторане не происходило разборок, со временем он стал популярен у богатых горожан, не причастных к преступности. Другим популярным местом сходок тамбовцев был «Вечер» на Таллинской улице. В городе были заведения, принадлежавшие кавказским ОПГ, и в которые даже могли не пускать русских. Дагестанские бандиты отдыхали в сетях ресторанов «Айвенго» и «Лайма», чеченские — в кафе «Индиана» рядом со станцией «Академическая», армяне предпочитали встречаться в заведениях Красногвардейского района, азербайджанцы — в кафе-шашлычной под Володарским мостом и во множестве других заведений в городе, грузины — в ресторане «Каспий» на проспекте Энгельса и «Горном орле» у озера на Крестовском острове и ресторан при казино «Конти». В ресторанах бандиты могли устраивать побоища и расстреливать их посетителей и персонал. Некоторые заведения с сомнительной репутацией держали нигерийцы.

## Новейшее время
В 2000-е в Петербурге ознаменовались расцветом ресторанной индустрии, которую город ещё не видел со времён Царской России. В городе начали открываться тысячи заведений питания — ресторанов, кафе, баров. При этом часто разница между заведениями оставалась размытой и название например «кафе» или «ресторана» носило номинальный характер, обозначая заведения питания.

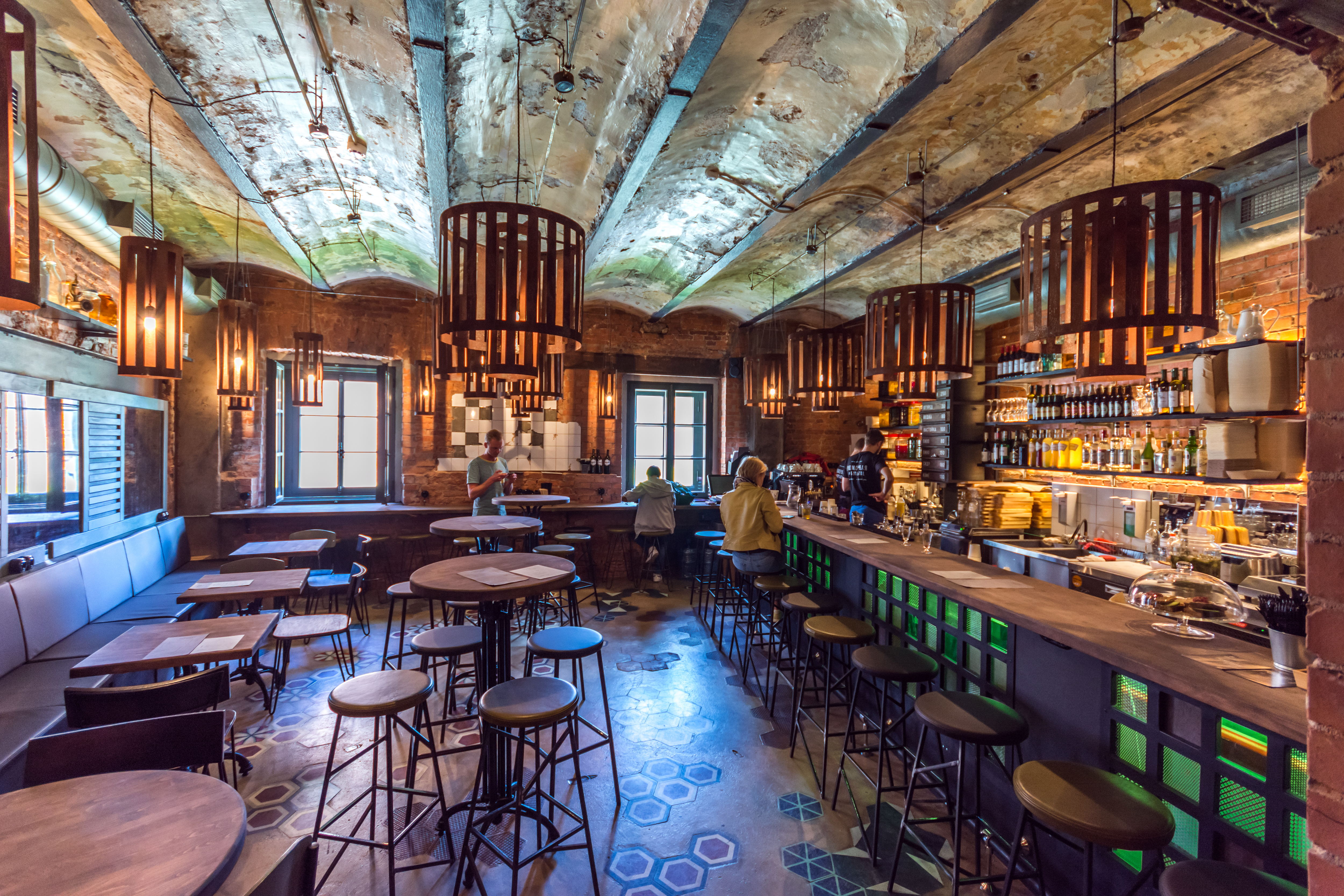
Кафе в «Новой Голландии»

Ресторанный бизнес в Петербурге стал брендом и важной составляющей городского туризма наряду с посещением музеев. В городе среди местных жителей также распространена культура еды в заведениях, что приводит к тому, что у них в среднем и требования выше к ресторанам, чем у других жителей России. Петербург прославился своим качественным ресторанным сервисом в сравнении с остальными городами России, учитывая, что значительная часть посетителей состоит из туристов. За соблюдением гигиенических норм в ресторанах следит Россельхознадзор.
На Невском проспекте открылось множество дорогих ресторанов, предназначенных для внутренних и иностранных туристов. Лучшие рестораны и кафе для местных открылись на улице Рубинштейна. В 2019 году в ней разместилось более 50 заведений. Она завоевала звание главной ресторанной улицы в России и стала туристической достопримечательностью.

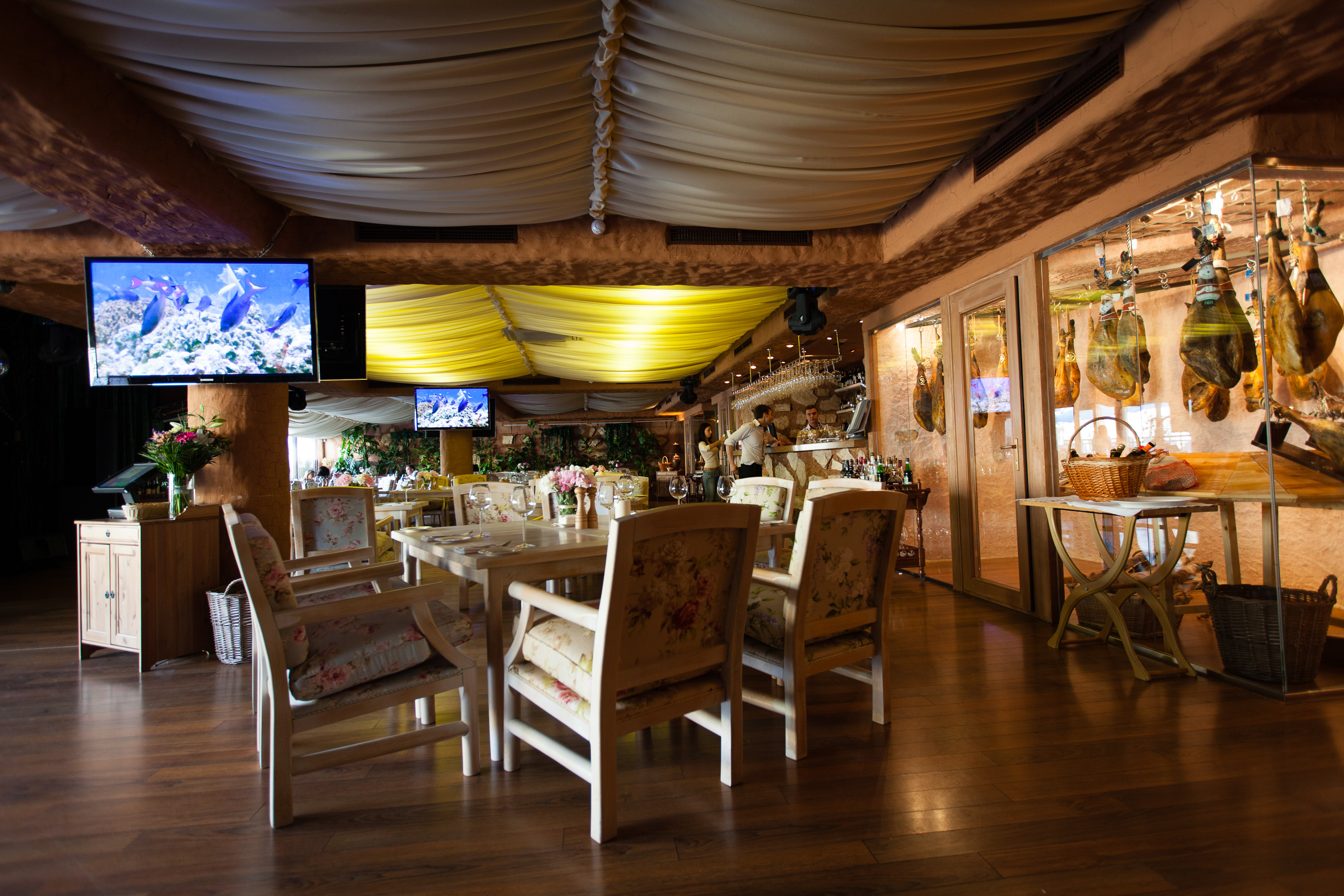
Помещения ресторана

В 2013 году в Санкт-Петербурге начала проводиться ежегодная премия гастрономической культуры Where to eat, награда лучшим ресторанам. Хотя премия позже стала присуждаться ресторанам по всей России, петербургские заведения остаются лидерами премии. Также в городе с 2016 года в Мираже на Большом ведётся ежегодный рейтинг 100 лучших ресторанов города. В 2019 году семь ресторанов из Петербурга были включены в 50 лучших ресторанов мира по версии 50 Best Discovery. В 2023 году два петербургских ресторана вошли в список лучших заведений мира по оценкам издания Wine Spectator.

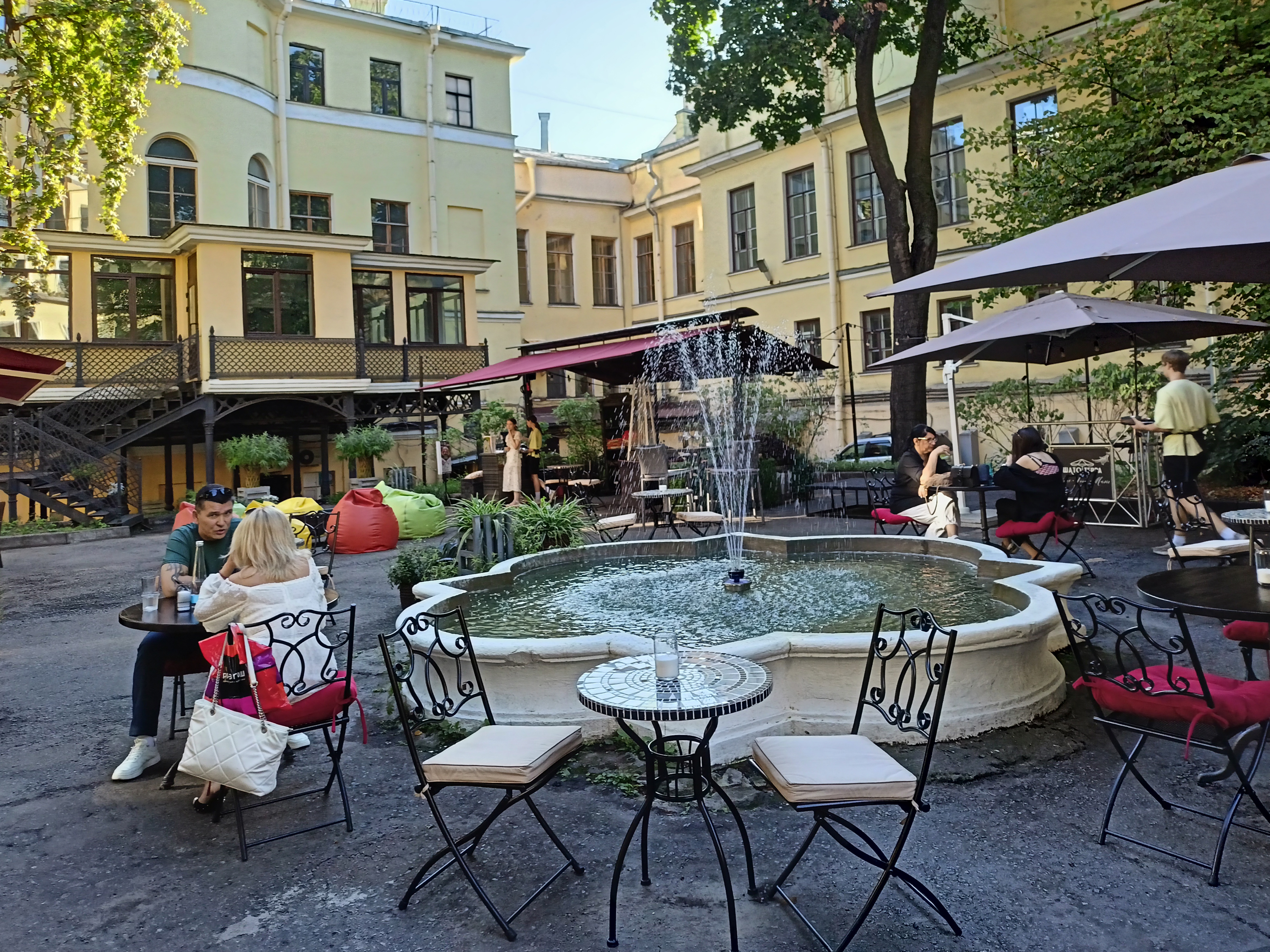
Ресторан во дворе дома Петрово-Соловово на Невском проспекте

Петербург и Москва спорят за статус гастрономических столиц России, так как по состоянию на начало 2020-х годов пересчёте на 100 000 человек в Петербурге было в полтора раза больше ресторанов, кафе и баров, чем в Москве, хотя в абсолютном количестве заведений лидирует российская столица. Этому способствовал более низкий входной порог в ресторанный бизнес, меньшие затраты на открытие и содержание бизнеса. В 2023 году в Санкт-Петербурге работало более 10 400 заведений питания, которым можно было оставлять интернет-отзывы и чей успех во многом зависит не только от местоположения, но сарафанного радио и отзывов пользователей в интернете. Процветание ресторации в Петербурге повлияло и на гастрономические привычки горожан, 6 % из опрошенных сотрудниками СПбГУ питались в ресторанах ежедневно, 38 % регулярно питались в заведениях быстрого питания и 40 % хотя бы раз в полгода посещали рестораны.

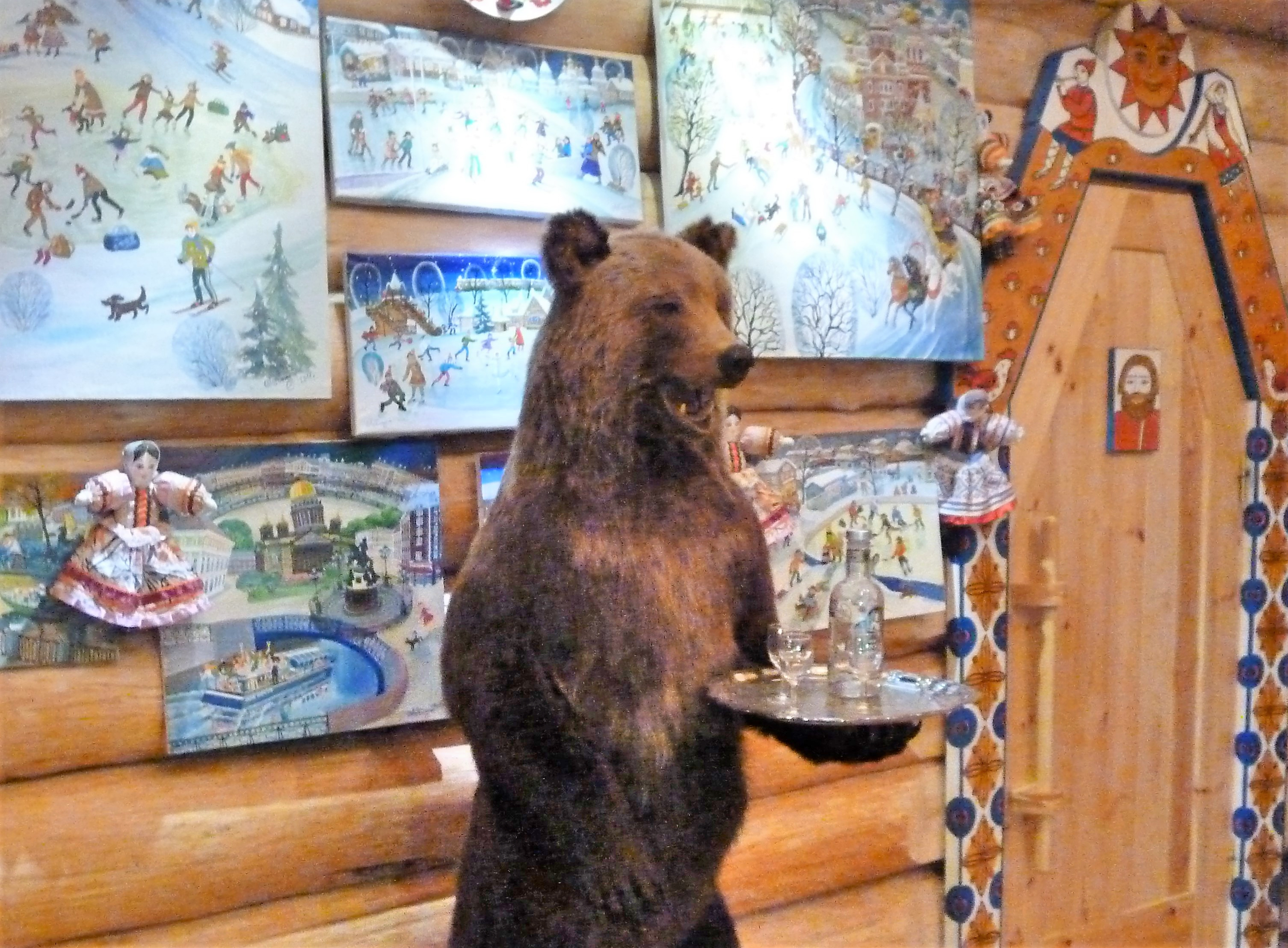
В ресторанах русской кухни принято украшать вход чучелом медведя, эту традицию задал ресторан «Медведь»

В городе вместе с 2000-ми началась эпоха однотипных сетевых ресторанов, при этом качество еды и обслуживания в несетевых ресторанах было выше. Такие заведения завлекали посетителей дисконтными карточками, которыми начала владеть значительная часть населения города. Тем не менее некоторые сети питания завоевали особую репутацию, например «Теремок», специализирующийся изготовлении блюд русской кухни. Он стал частью гастрономической карты Петербурга. В начале «Теремок» представлял собой сеть заведений быстрого питания, известный своими многочисленные круглыми уличными лавками, а в начале 2020-х годов начал открывать рестораны, чьё количество в городе достигло 100 в 2023 году. В городе открылось множество ресторанов и кафе с самой разной тематической направленностью, сильная конкуренция побуждает многие заведения придерживаться высокого качеств сервиса и готовит блюда высокого качества. Петербургские ресторанные франшизы в том числе открывают свои филиалы в других городах и странах бывшего СССР.
В городе в 2000-е года возникла особая мода на рестораны японской кухни, в Петербурге начали открываться сотни однотипных заведений, принадлежавших в основном трём крупным сетям. В погоне за клиентами рестораны вводили изменения в рецепты суши и роллов, постепенно отходя от канонов японской кухни и порождая феномен «русских суши», в которых например используются печёные ролы с копчёной рыбой или беконом. В начале 2010-х годов в моду вошли рестораны узбекской кухни, большинство из которых было названо в честь городов Узбекистана. Узбекские рестораны назывались чайханами, и в Петербурге по данным на 2012 год их примерное количество составляло 200 единиц, к концу 2010-х годов большой популярностью пользовались рестораны грузинской кухни, которых насчитывались сотни в 2019 году. В 2020-е годы пошла мода на рестораны итальянской кухни, многие рестораны стали подавать блюда по рецептам дореволюционных ресторанов начала прошлого века. К середине 2020-x годов всё больше ресторанов подавали блюда смешанной кухни, как правило русской, японской, итальянской и грузинской. Многие рестораны, изобретая новые рецепты, начало совмещать разные национальные блюда. Этот феномен был прозван интернациональной кухней.
В Петербурге многие рестораны являются небольшими заведениями-стартапами. Если московские рестораны задают тренды, для петербургской гастрономии свойственна большая экспериментальность. Среди петербургских ресторанов много заведений, где владельцами являются шеф-повара, которые задают собственный стиль заведению. Для петербургских ресторанов было типично открывать при основном заведении летние веранды или террасы на улице с мая по сентябрь. Массовая установка террас на узких пешеходных улицах центра города вызывала раздражение у пешеходов и в итоге власти пытались регулировать допустимый метраж террас.
В городе также располагаются фул-моллы — гастрономические пространства, в которых собрано множество кафе и ресторанов и где посетители за общими столиками могут заказывать блюда из разных ресторанов, например это CityFood на Коломяжском, Eat Market на Лиговском или Vokzal 1853 на Набю Обводного канала.
В Петербургских ресторанах проводят многочисленные интеллектуальные, настольные игры. Также в определённых заведениях города проводятся различные мероприятия, концерты, фестивали, конференции, кинопоказы и прочее. Рестораторы могут отдавать в аренду свои залы для организаторов мероприятий.
В Петербурге в конце 2010-х годов образовалась сеть скрытых ресторанов и столовых китайской кухни в частных квартирах, предназначенных исключительно для китайских туристов.
С 2020-х годов, особенно во время пандемии коронавируса шло активное развитие сети облачных ресторанов, занимавшихся доставкой блюд на дом. На готовые блюда сохранялся высокий потребительский спрос. Особенность dark kitchen — ресторанов заключается в их скромном оформлении без дорогого дизайнерского ремонта, отсутствии персонала и размещении в непроходных местах, часто в спальных районах. Известный пример сети общепита формата dark kitchen — «Яндекс.Лавка», работающая с 2023 года. В 2020-е годы также шла активная цифровизация ресторации и системы управления ресторанами, заказов, логистики и работы с кадрами для оптимизации расходов ресторана и сокращения обслуживающего персонала.